# Statut juridique de l'art urbain en France
 (juin 2017).
- Si vous ne connaissez pas le sujet, laissez ce bandeau (vous pouvez alors contacter les auteurs).
- Si vous supprimez le contenu mis en cause (vous pouvez préalablement contacter les auteurs),

argumentez précisément cette suppression dans la page de discussion
(un manque de référence n'est pas un argument ; une recherche réelle de référence doit avoir été effectuée, être formellement documentée).

Peinture murale de Banksy à Bristol (Angleterre).

Le statut juridique de l'art urbain en France est complexe. On parle aussi de street art. Son statut juridique pose question pour de nombreuses raisons, notamment du fait que la création peut avoir été réalisée sans l'accord du propriétaire du support. Il convient d'en analyser les différents éléments : son statut légal, le droit de propriété, le droit d'auteur ainsi que la responsabilité légale en cas de non-respect du droit. Enfin, la jurisprudence, s'intéresse au droit d'auteur et souligne que l'auteur en est privé dans le cas où l'œuvre a été réalisée de manière illégale, sans l'accord du propriétaire du support.

## Définitions

### Art urbain ou street art
L'art urbain, ou « street art  », est un mouvement artistique contemporain. Il regroupe toutes les formes d’art réalisé dans la rue, ou dans des endroits publics, et englobe diverses techniques telles que :
- le graffiti
- le pochoir,
- la mosaïque,
- l'affiche,
- le sticker,
- le yarn bombing,
- l'Installation
- la vidéoprojection,

C'est principalement un art éphémère vu par un très grand public.

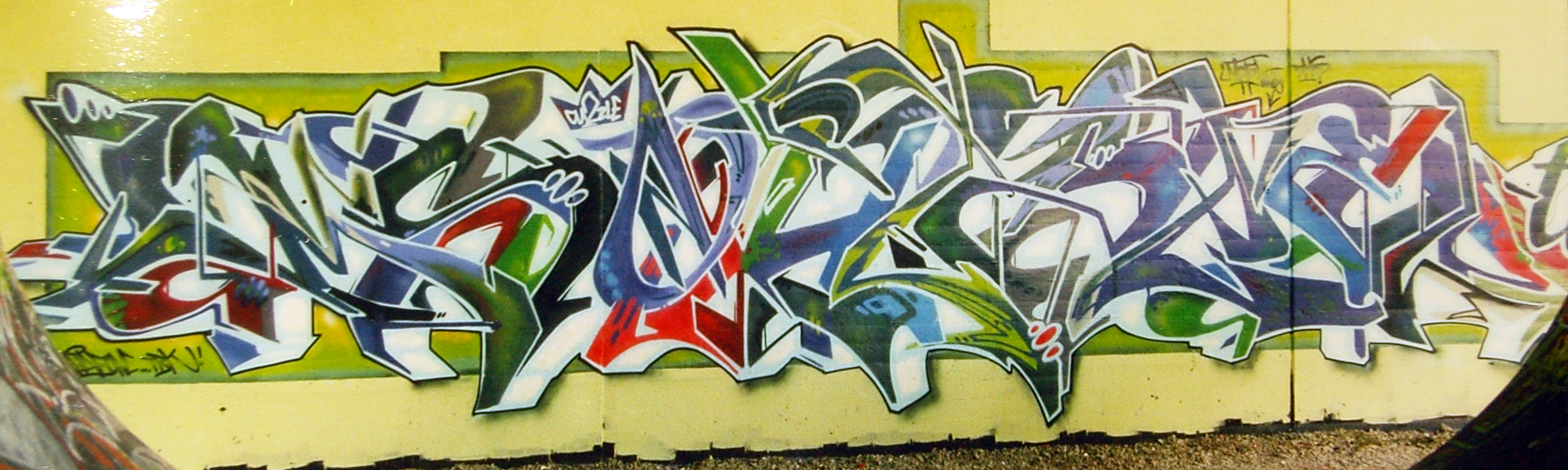
Un graffiti, ici un lettrage « Wild-Style » en Allemagne.
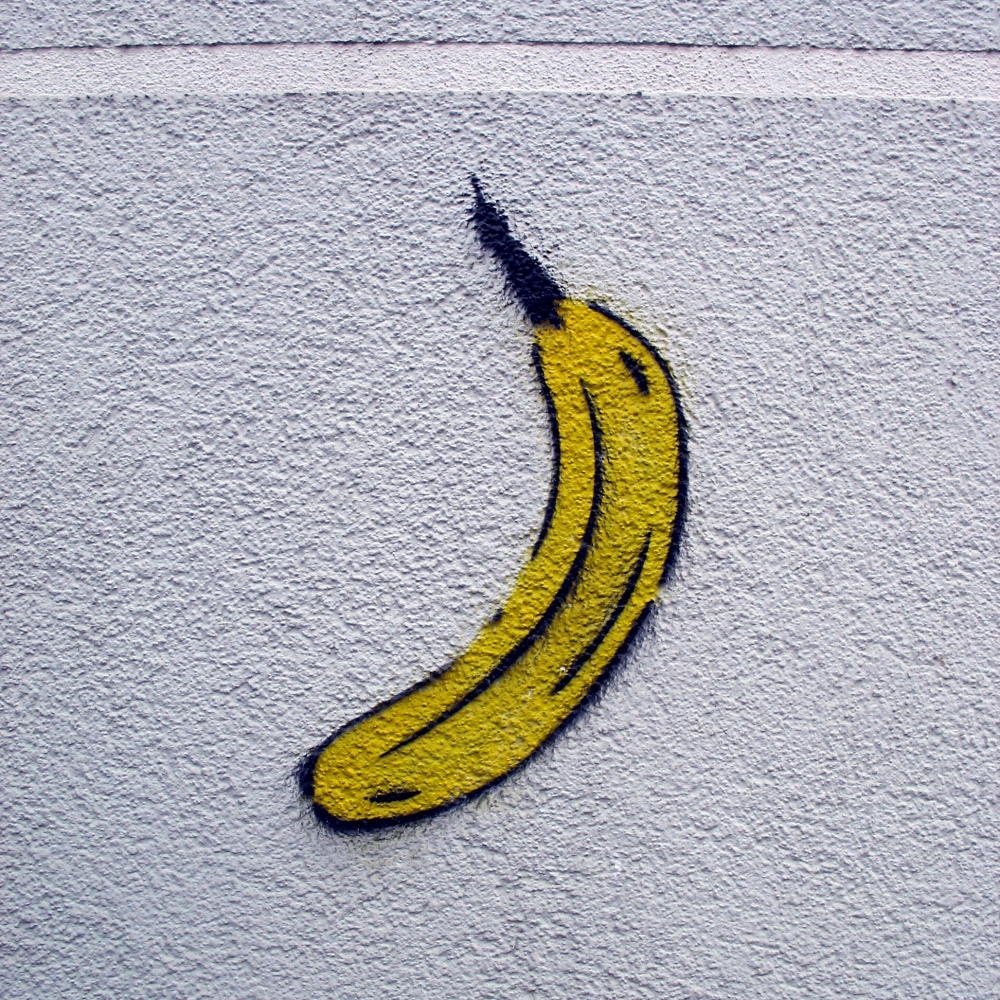
Création réalisée avec deux pochoirs.
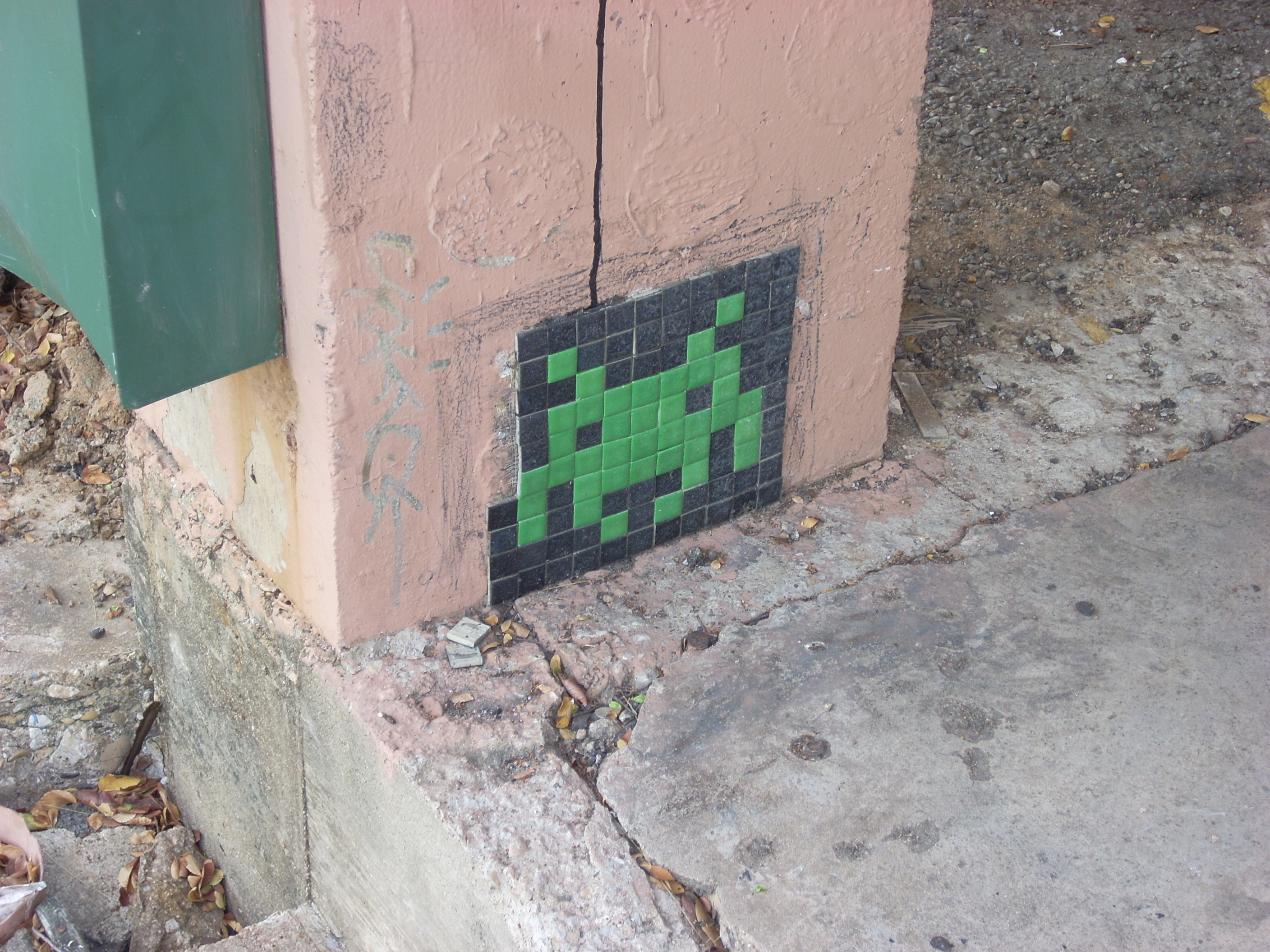
Mosaïque Space Invader à Dallas aux États-Unis.
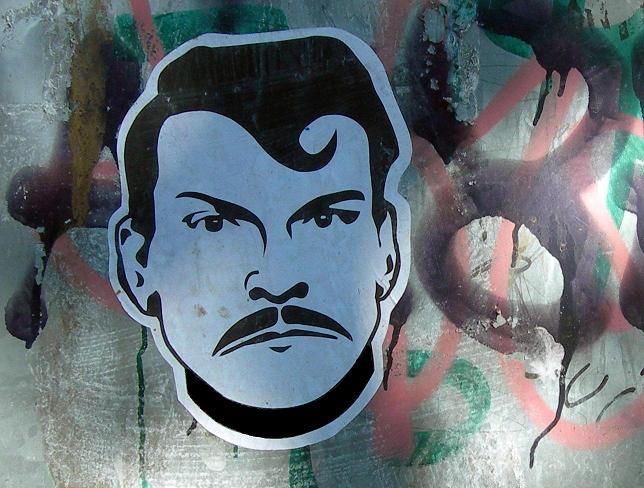
Affiche de Christer Pettersson à Stockholm en Suède.
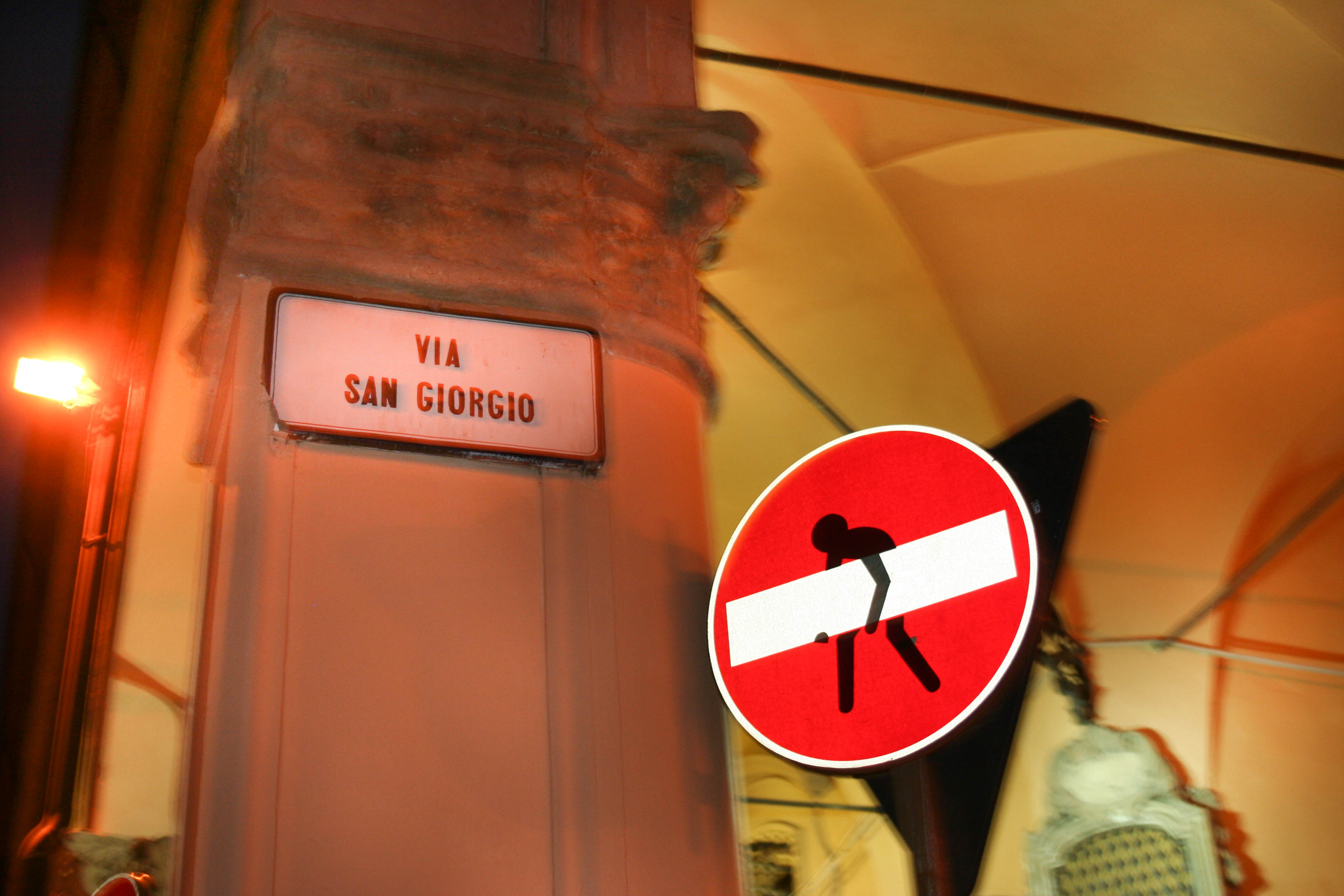
Détournement de panneaux "sens interdit" par le moyen d'un sticker de Clet Abraham.
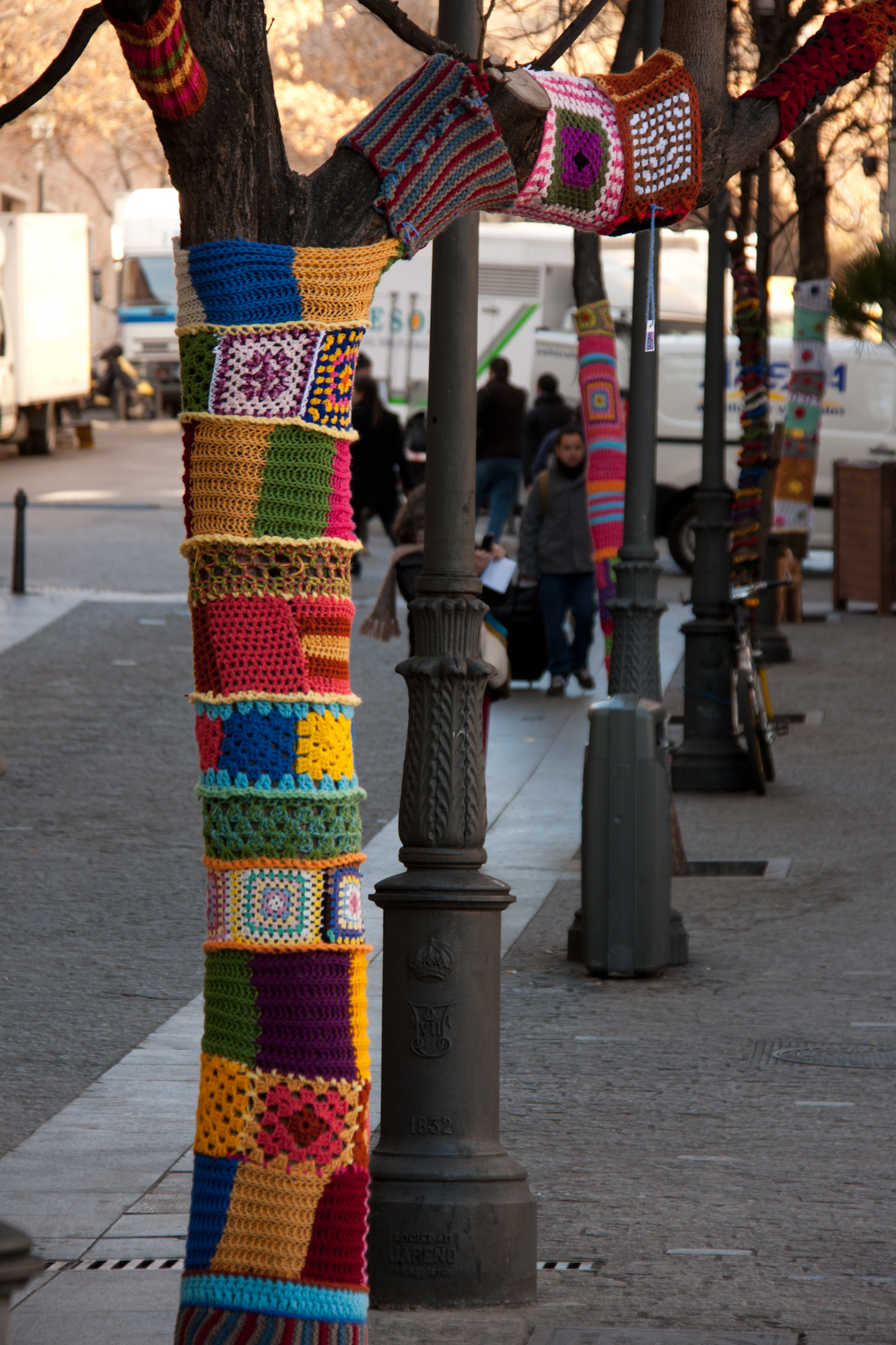
Yarn bombing dans la ville de Madrid en Espagne.
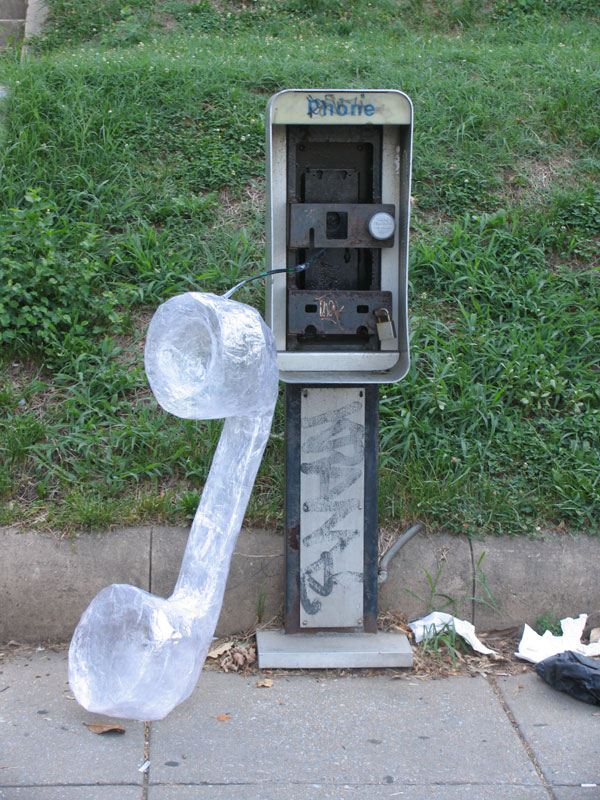
Installation de l'Américain Mark Jenkins.
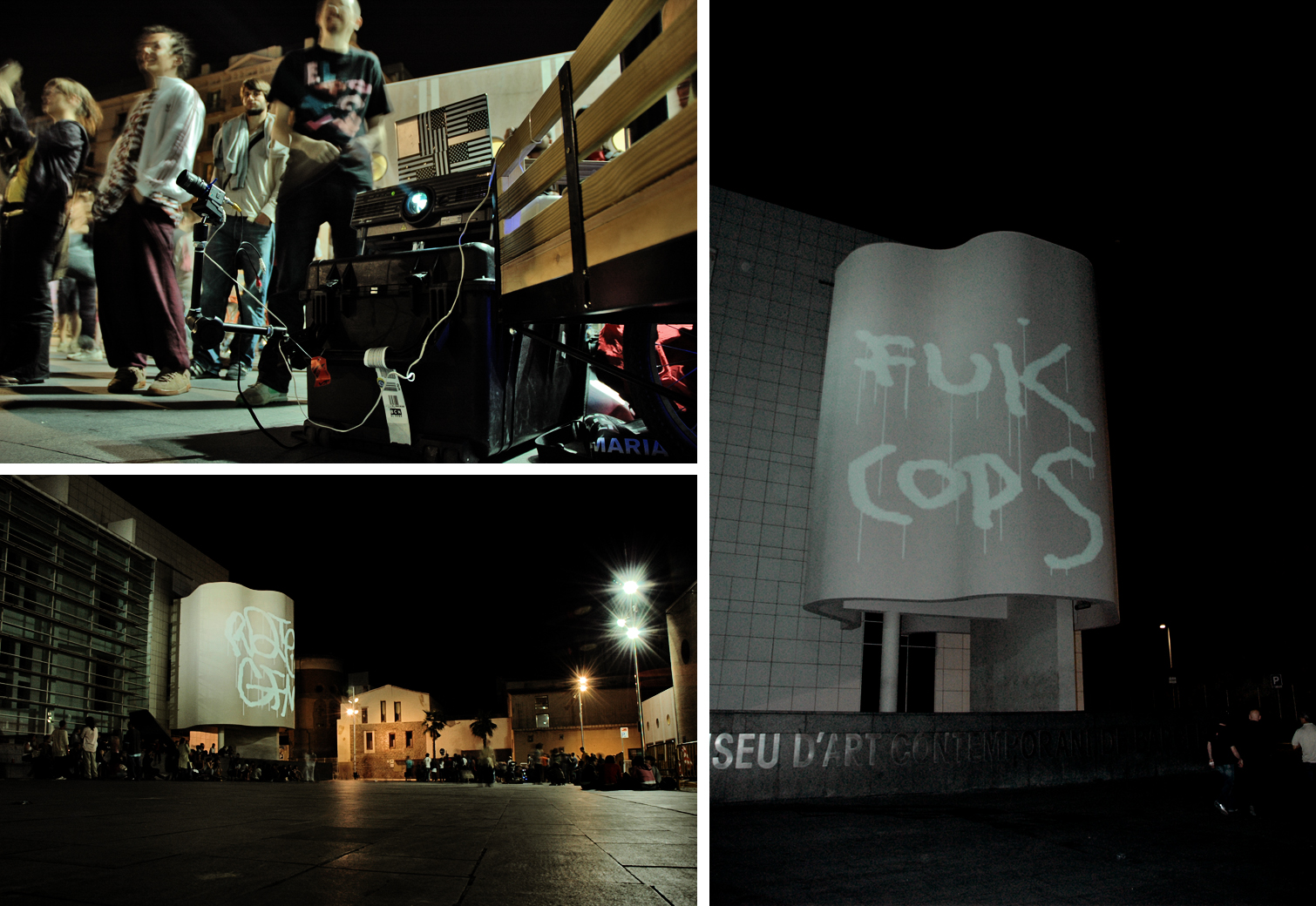
Street art via la vidéoprojection.

### Supports

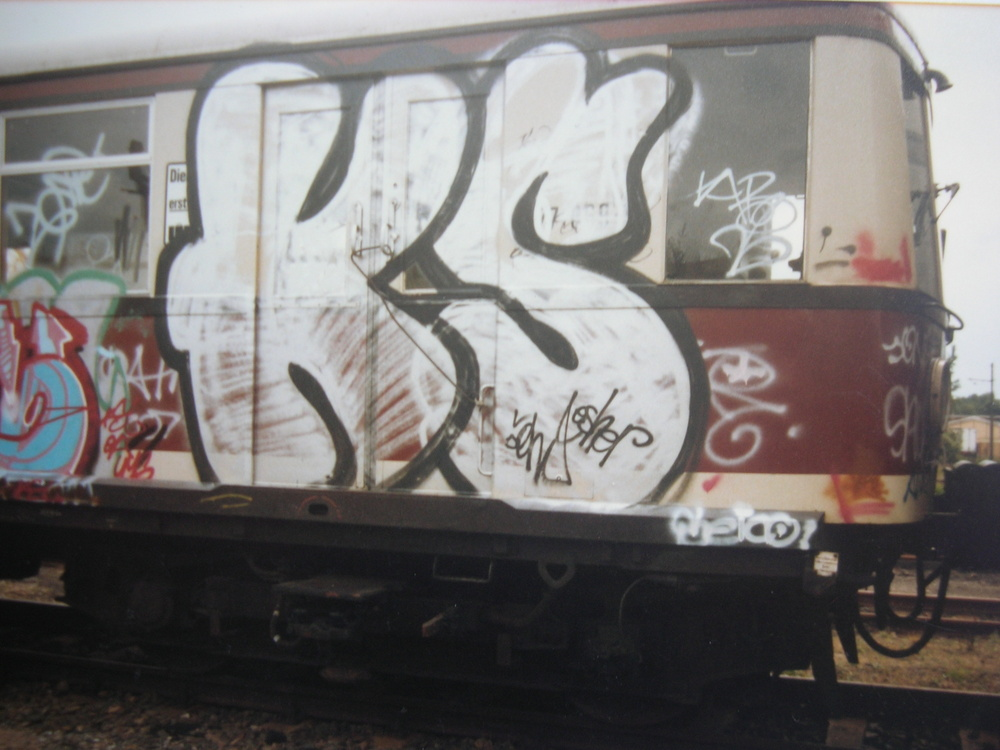
Les supports de l'art urbain peuvent être très variés : ici un train

Le support est ce qui recevra la création. Ils sont particulièrement les murs en ville dans les grandes agglomérations dans les endroits fréquentés par des humains. On peut distinguer plusieurs types de supports possibles :
- Pleine rue : murs d'immeubles, palissades de chantier, panneaux de circulation…
- Roulants : camions, trains et métros (Whole car, Whole train, End to end, Top to bottom)…
- Autres constructions humaines : tunnels, voies ferrées, ponts, toits…
- Éléments naturels : arbres, rochers…

### Statut d'une création: œuvre d'art ou non?
Une création de quelque nature qu'elle soit (graffiti, affiche, installation…) peut être considérée ou non comme œuvre d'art à savoir un produit purement humain, d'êtres capables de sensibilité, et qui tentent de représenter — dans des formes et des structurations d'éléments interagissants — une perception construite, réelle ou transcendante.
Si un juge est amené à définir le statut d'œuvre d'art, il s'appuie d'abord sur le caractère original de la création. Autant dire que la tâche est difficile.
Il est parfois difficile de définir le statut d'œuvre d'art, comme en témoignent les exemples suivants :

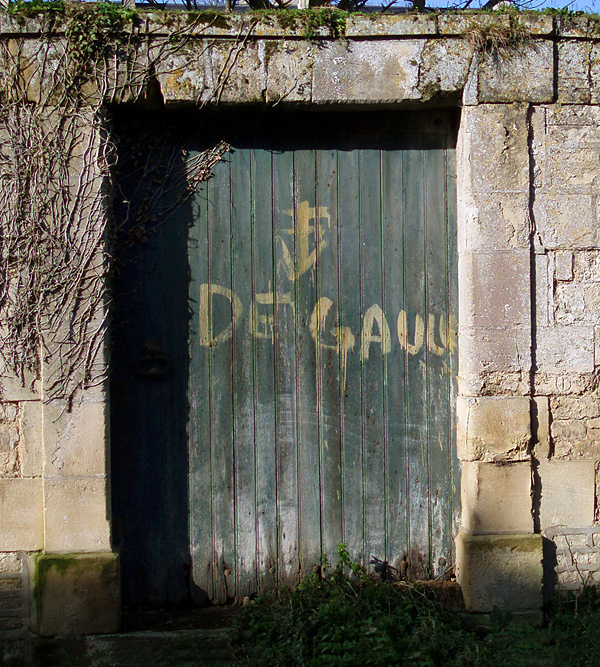
Tag de De Gaulle, datant d'un demi-siècle.
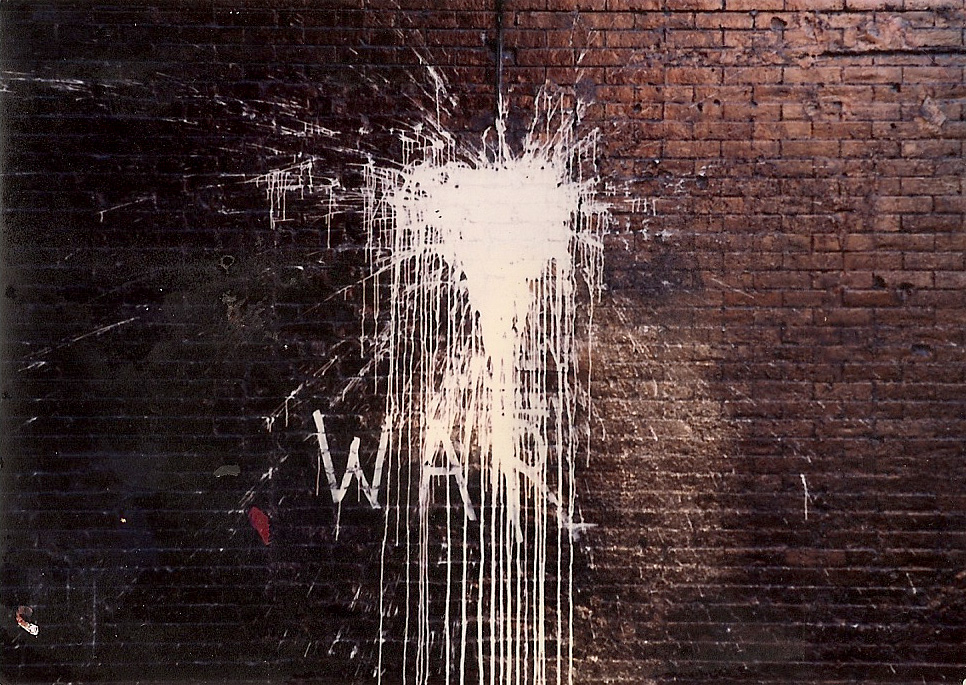
Street art war graffiti à New-York.
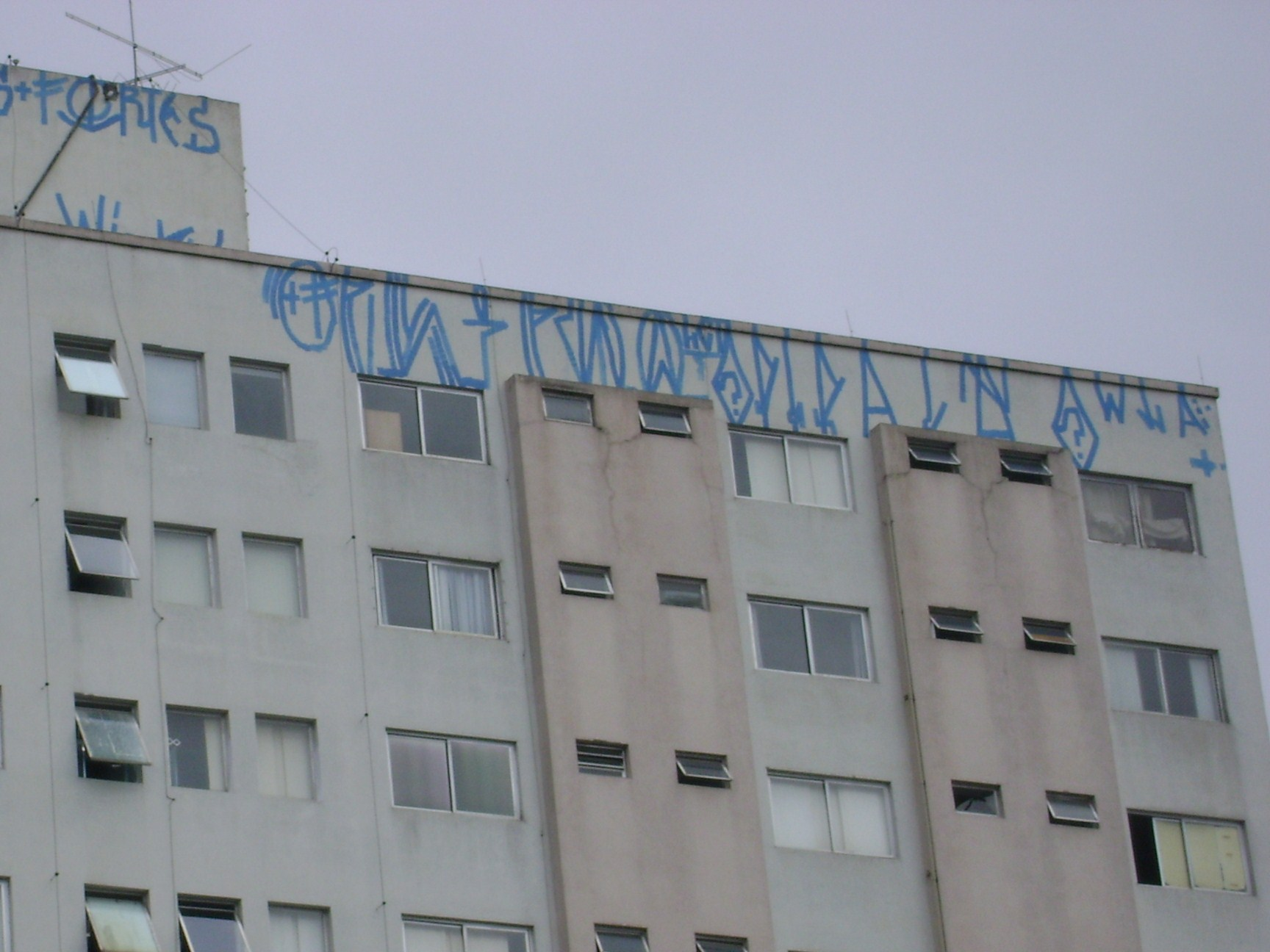
Tags Pixadores sur le haut d'un immeuble.
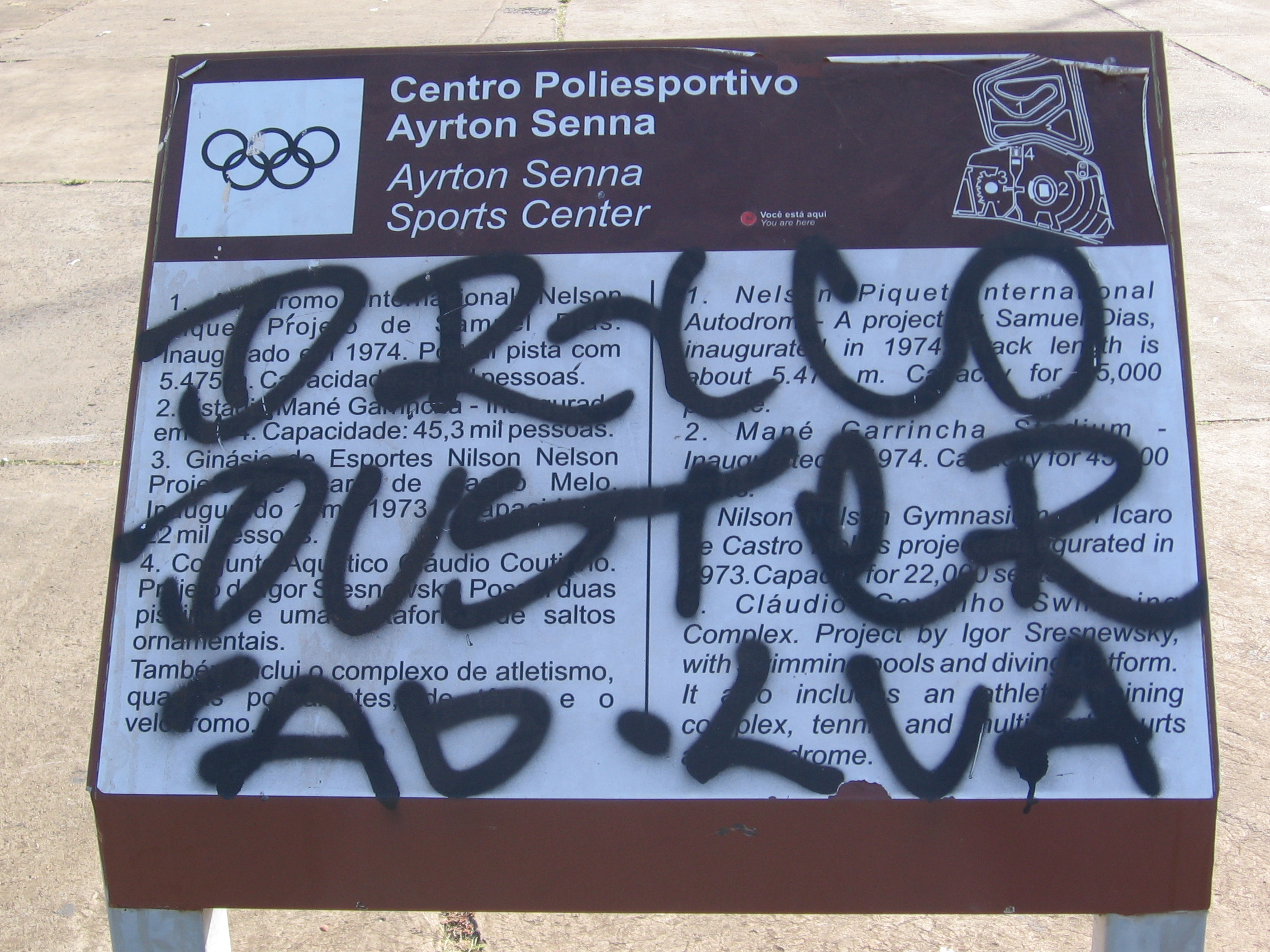
Plaque d'information d'un centre de sport à Brasilia, recouvert d'un tag.
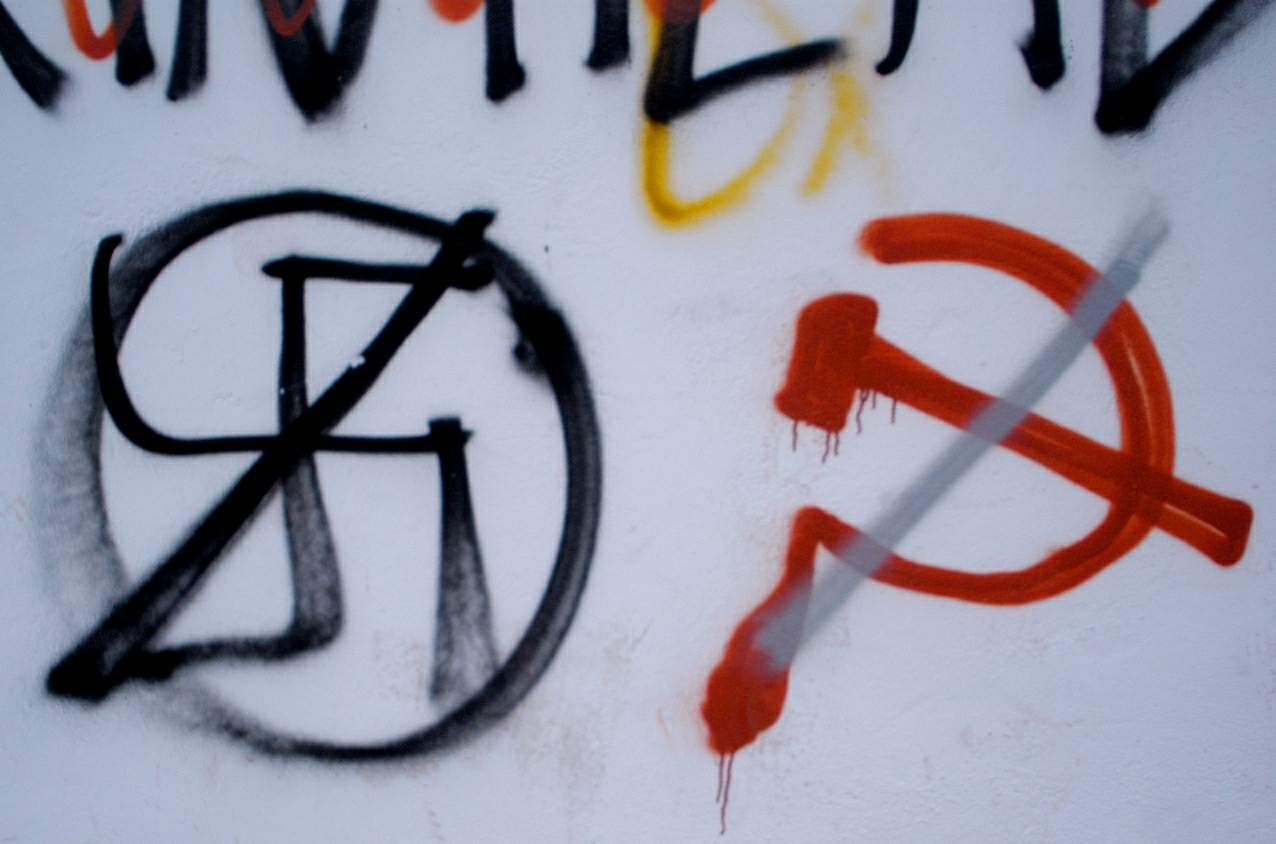
Tag condamnant le nazisme et Tag communiste, barré ensuite.
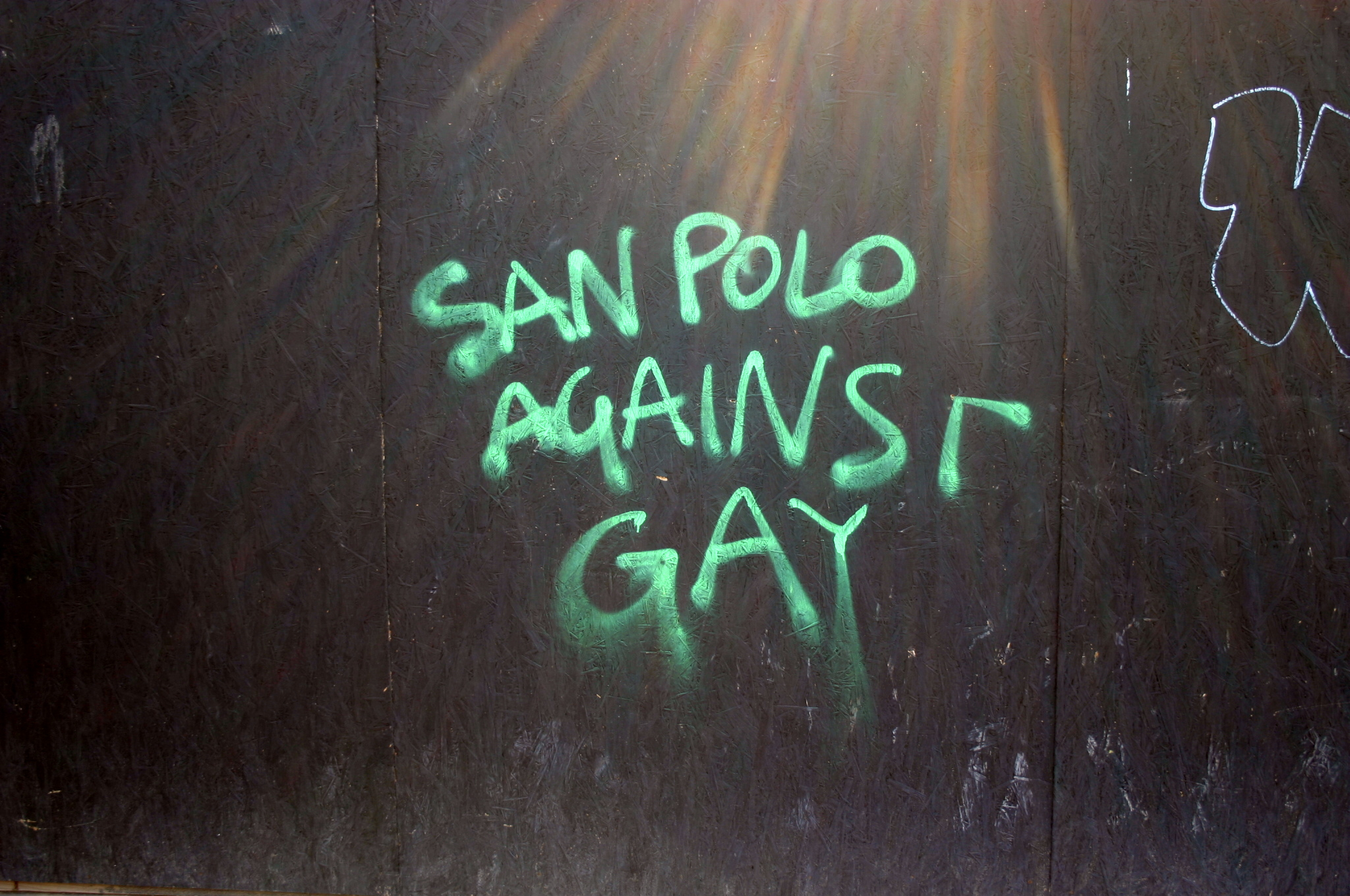
Tag incitant à l'homophobie.

Toute la difficulté tient au fait de la définition même d'une œuvre d'art. Qui et comment peut définir ce qui est une œuvre d'art de ce qui ne l'est pas. Faut-il prendre en compte un caractère esthétique ? Ou bien un simple message, de quelque nature qu'il soit (politique, religieux, contestataire…) suffit-il à concéder le statut d'œuvre d'art ?
Une croix gammée et un emblème communiste barrées peuvent répondre - semble-t-il - à la définition d'une œuvre d'art. En effet, il s'agit bien d'un produit purement humain, d'êtres capables de sensibilité, et qui tentent de représenter — dans des formes et des structurations d'éléments interagissants — une perception construite, réelle ou transcendante.
En est-il autrement de ces simples emblèmes non barrés ? Le message semble différent et la notion d'art semble s'effacer sous le poids du message véhiculé.
Enfin, une insulte incitant à la haine, de quelque nature qu'elle soit (homophobique, raciste, antisémite…) peut-elle prétendre au statut d'œuvre d'art ?
Autant dire, qu'il revient au juge de définir au cas par cas, s'il s'agit d'une œuvre d'art ou non, en prenant en compte le contexte dans laquelle la création a été faite.

### Droit de propriété

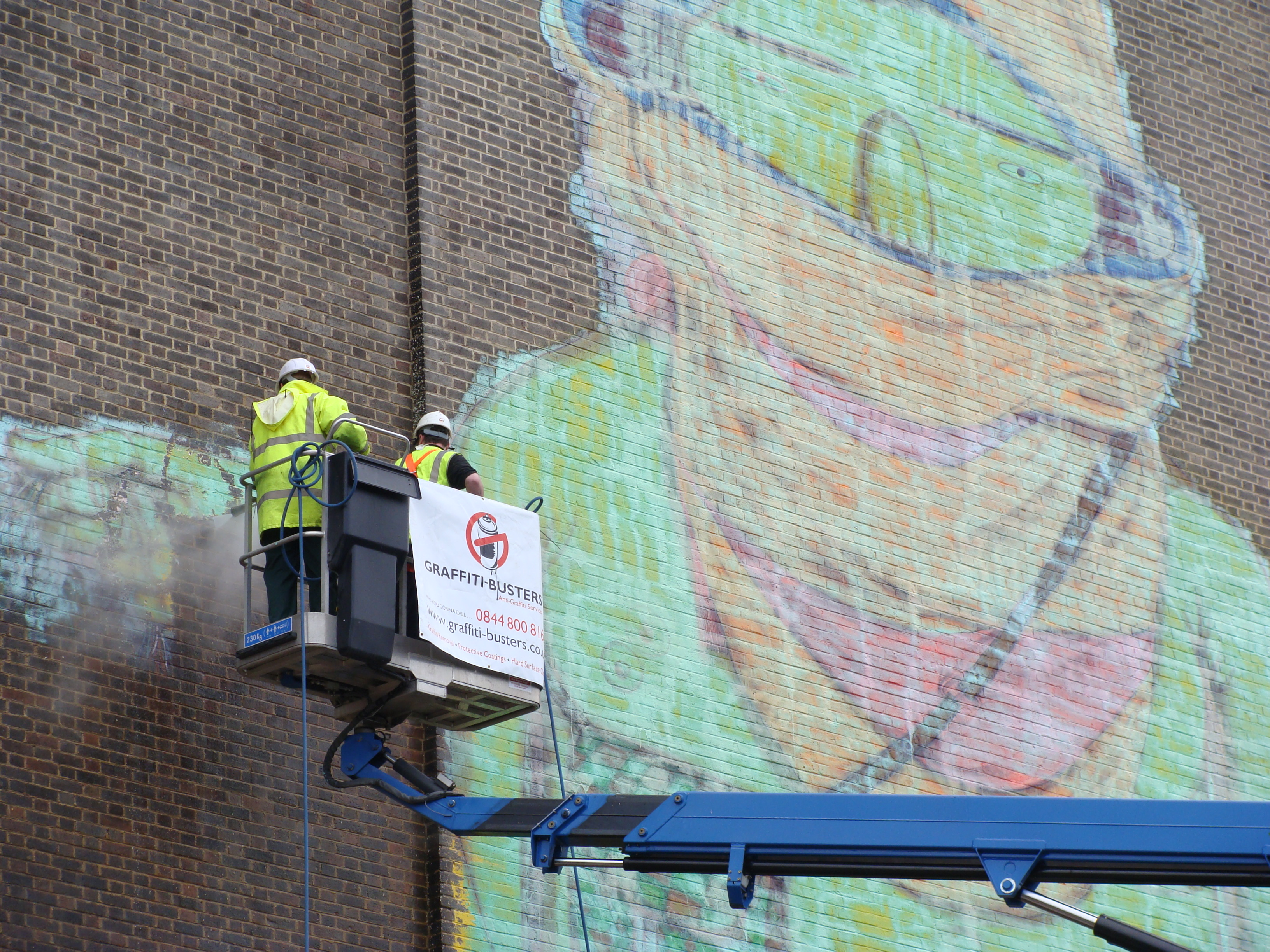
Le Tate Modern utilise son abusus (droit de détruire) sur une œuvre des artistes brésiliens Os Gêmeos, après la fin d'une exposition sur le street art

Le droit de propriété est le droit d'user, de jouir et de disposer d'une chose, en être le maître absolu et exclusif dans les conditions fixées par la loi. La propriété désigne également le bien sur lequel porte ce droit. Cette propriété peut être immobilière ou mobilière. Les droits de propriété traditionnels comprennent :
- L'usus : le droit d'utiliser et de contrôler l'utilisation de la propriété, la faculté de reprendre possession le cas échéant (exemple : palissade peinte de tags)
- Le fructus : le droit à tout profit provenant de la propriété (exemple : le fait de faire payer un droit à une entreprise pour une publicité murale peinte sur le pignon d'une maison) ;
- L'abusus : le droit de détruire (notamment par le fait de repeindre dessus ou de l'effacer), le droit de transférer la propriété contre de l'argent (vente) ou un autre type de contrepartie (troc), ou à titre gratuit (donation, legs)

### Droit d'auteur
Le droit d'auteur en France
Le droit d’auteur est l’ensemble des prérogatives exclusives dont dispose un auteur ou plus généralement ses ayants droit (société de production, héritiers) sur des œuvres de l’esprit originales.
En France, le droit d'auteur est régi par le Code de la Propriété Intellectuelle (CPI) du 1er juillet 1992 qui regroupe les lois relatives a la propriété intellectuelle, notamment la loi du 11 mars 1957 et la loi du 3 juillet 1985.
Le droit d'auteur se divise en deux branches :
- le droit moral, qui reconnaît à l'auteur la paternité de l’œuvre et qui vise aussi le respect de l’intégrité de l’œuvre. Le droit moral se décompose en quatre attributs :
  - droit de divulgation,
  - droit au respect de la paternité,
  - droit au respect de l'œuvre,
  - droit de repentir ou de retrait.
- les droits patrimoniaux, qui confèrent un monopole d’exploitation économique sur l'œuvre, pour une durée variable (selon les pays ou cas) au terme de laquelle l'œuvre entre dans le « domaine public ». Les droits patrimoniaux sont de trois sortes :
  - droit de reproduction,
  - droit de représentation,
  - droit de suite.

En tant que branche du droit, le droit d’auteur est l'un des éléments essentiels de la propriété intellectuelle et de la propriété littéraire et artistique, qui comprend également les « droits voisins ».
La condition d'originalité requiert que l’œuvre porte l’empreinte de la « personnalité » de son auteur. L'originalité est un concept distinct de celui de « nouveauté », utilisé en droit des brevets.
Un des principes essentiels du droit d’auteur est que la propriété de l’œuvre est indépendante de la propriété de son support. Sauf en cas de cession des droits d’auteur à son profit, le propriétaire du support n’est jamais propriétaire de l’œuvre. Par exemple, le propriétaire d’un tableau n’est pas propriétaire de l'œuvre peinte dessus, et le propriétaire d’un livre n’a pas la propriété de l’œuvre littéraire qui y est incorporée.
En juin 2020, l'artiste de rue Combo accuse Jean-Luc Mélenchon d’utiliser une de ses œuvres ,La Marianne asiatique réalisée en 2017, sans autorisation dans des clips de campagne. En juillet 2023, La France insoumise et Jean-Luc Mélenchon sont condamnés, en appel, à payer 40 000 euros pour atteinte aux droits d’auteur de Combo. Pour son avocat : « C’est une victoire historique, car elle constitue la première jurisprudence rendue en France protégeant une œuvre de street art par le droit d’auteur »,.
Le droit de reproduction en France
Le droit de reproduction est défini par l'article L 122-3 du Code de la Propriété Intellectuelle .
La reproduction consiste en la fixation matérielle de l'œuvre par tout procédé qui permet de la communiquer au public d'une manière indirecte. La reproduction peut s'effectuer selon les modes suivants : impression, dessin, gravure, photographie, moulage et tout procédé des arts graphiques et plastiques, enregistrement mécanique, cinématographique ou magnétique.
La liberté de panorama
La liberté de panorama (de l'allemand Panoramafreiheit) est une exception au droit d'auteur par laquelle il est permis de reproduire une œuvre protégée se trouvant dans l'espace public.
Sauf à rendre très difficile ou impossible la réalisation de films, reportages photographiques, vidéo ou télévisés, images artistiques contenant des sculptures, architectures ou œuvres dérivées, le droit d'auteur est difficilement applicable pour les bâtiments, sculptures et œuvres quand elles sont situées dans l'espace public. Certains pays ont donc introduit dans leur législation une dérogation au droit commun, autorisant la libre reproduction de l'image d'œuvres normalement protégées, dès lors que celles-ci se trouvent dans l'espace public, sans que l'autorisation de l'auteur doive être recherchée ou sans qu'un paiement lui soit dû. Les modalités de cette exception varient suivant les pays. Selon les pays, cette exception peut concerner les œuvres d'art ou les œuvres d'architecture.
- En Allemagne, pays où cette liberté est l'une des plus anciennes (loi de 1876), l'article 59 de l’Urheberrechtsgesetz allemande autorise la « reproduction par la peinture, le dessin, la photographie ou le cinéma d'œuvres situées de manière permanente dans l'espace public, la distribution et la communication publique de telles copies. Pour les œuvres architecturales, la copie ne peut porter que sur l'aspect extérieur »[4].
- En Suisse, l'article 27 de la loi fédérale sur le droit d'auteur et les droits voisins dispose qu' « il est licite de reproduire des œuvres se trouvant à demeure sur une voie ou une place accessible au public ; les reproductions peuvent être proposées au public, aliénées, diffusées ou, de quelque autre manière, mises en circulation[5] » Cette exception est limitée à la reproduction en deux dimensions (dessin photo, gravure, vidéo…) de l'œuvre et « les reproductions ne doivent pas pouvoir être utilisées aux mêmes fins que les originaux » (ce qui exclut par exemple que des plans d'architectes puissent être légalement réutilisés pour copier un bâtiment).

### Responsabilité
La responsabilité est le devoir de répondre de ses actes, toutes circonstances et conséquences comprises, c’est-à-dire d'en assumer l'énonciation, l'effectuation, et par suite la réparation voire la sanction lorsque l'obtenu n'est pas l'attendu.

## Caractère légal ou illégal de la création

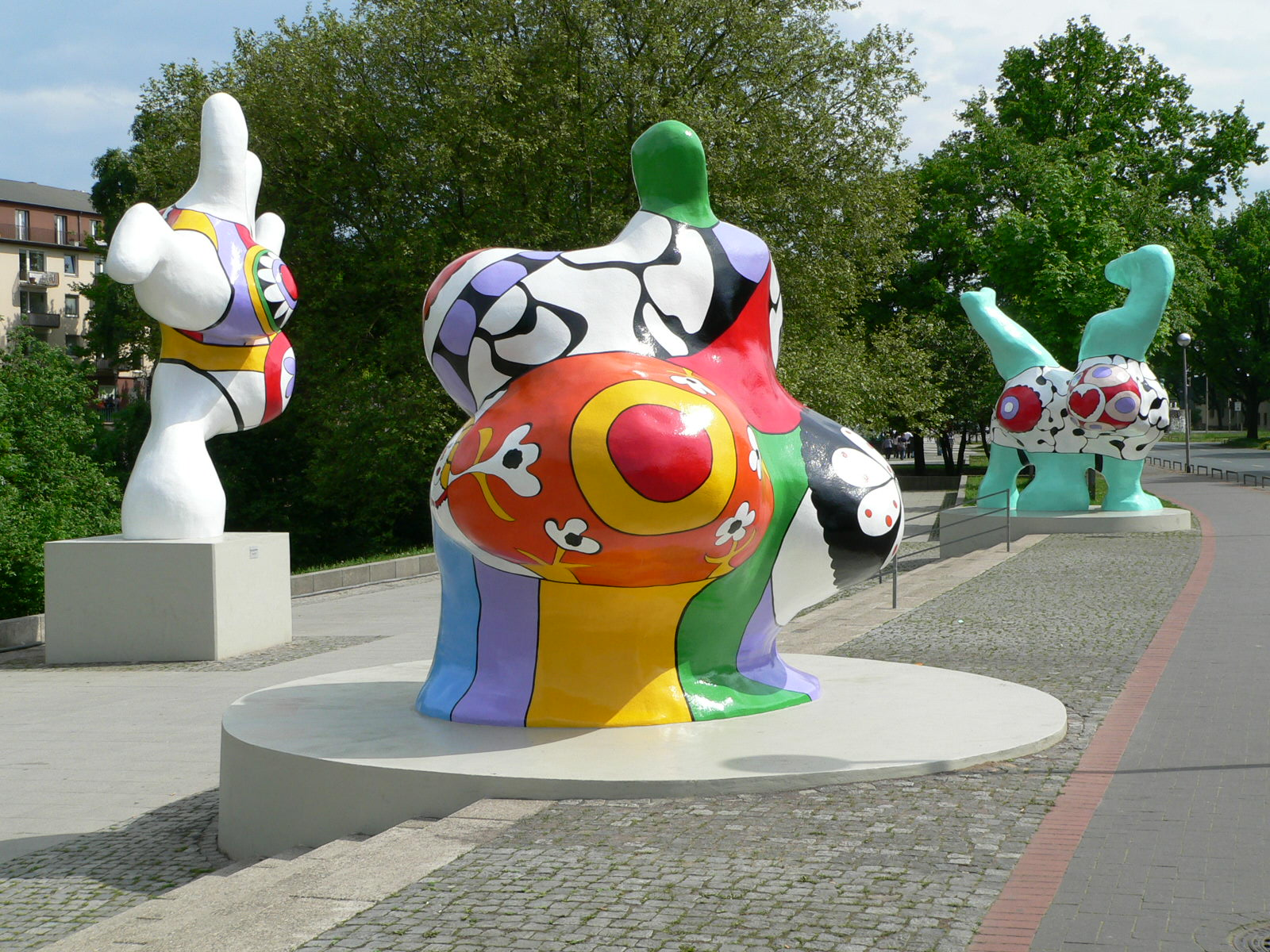
Les œuvres Nanas de Niki de Saint Phalle ayant l'accord du propriétaire du support, la ville de Hanovre en Allemagne

L'analyse de l'existence d'un accord du propriétaire du support de la création ou non est déterminant pour définir les autres éléments juridiques de la création comme son statut, le droit de propriété ou encore le droit d'auteur. Plusieurs cas de figures sont possibles quant à la légalité de l'œuvre.

### Cas 1: existence d'un accord entre l'artiste et le propriétaire du support de la création
Cas 1.1 - L'œuvre est légale
Elle est apposée sur un support (un mur, une palissade, un trottoir…) à la demande de son propriétaire et dans le respect des règles de droit (d'urbanisme, de droit d'auteur, de non incitation à la haine…). Par définition, dans ce cas l'œuvre résulte d'un contrat qu'il soit oral ou écrit. Par exemple, une fresque murale à la demande d'une municipalité. On parlera en général d'art public.
On peut citer par exemple, la mise à disposition de murs réservés au graffiti (comme à Venice Pit en Californie, comme au Palais de Tokyo à Paris et à Gatineau, Qc. où il y a 29 sites autorisés), est une pratique couramment mise en œuvre par des municipalités ou autres institutions et dont le but avoué est de canaliser de manière localisée l'énergie créative des auteurs de graffitis. Ces derniers ne se prêtent pas toujours au jeu, par peur qu'il ne s'agisse d'une ruse pour savoir leur identité ou parce qu'ils considèrent toute institutionalisation du graffiti comme absurde ou dommageable à l'essence subversive du graffiti.
Les commandes de décorations à des graffiteurs, l'organisation de festivals de graffiti (Kosmopolite à Bagnolet, depuis 2002 ; Jam graffiti à Chalon-sur-Saône, etc.) ont le même but.
On peut également citer Miss.Tic qui demande systématiquement l'autorisation des propriétaires du support, depuis sa condamnation en 1999 à la suite d'une œuvre dégradant un bien,.
Cas 1.2 - L'œuvre est illégale
Bien que réalisée avec l'accord du propriétaire du support, elle ne respecte pas les règles de droit. Par exemple, un graffiti qui reprendrait des personnages d'un dessin animé protégés par la propriété intellectuelle. Ou bien encore, une œuvre qui malgré l'accord de son propriétaire ne respecterait pas les règles d'urbanisme.

### Cas 2: absence d'un accord entre le créateur et le propriétaire du support de la création

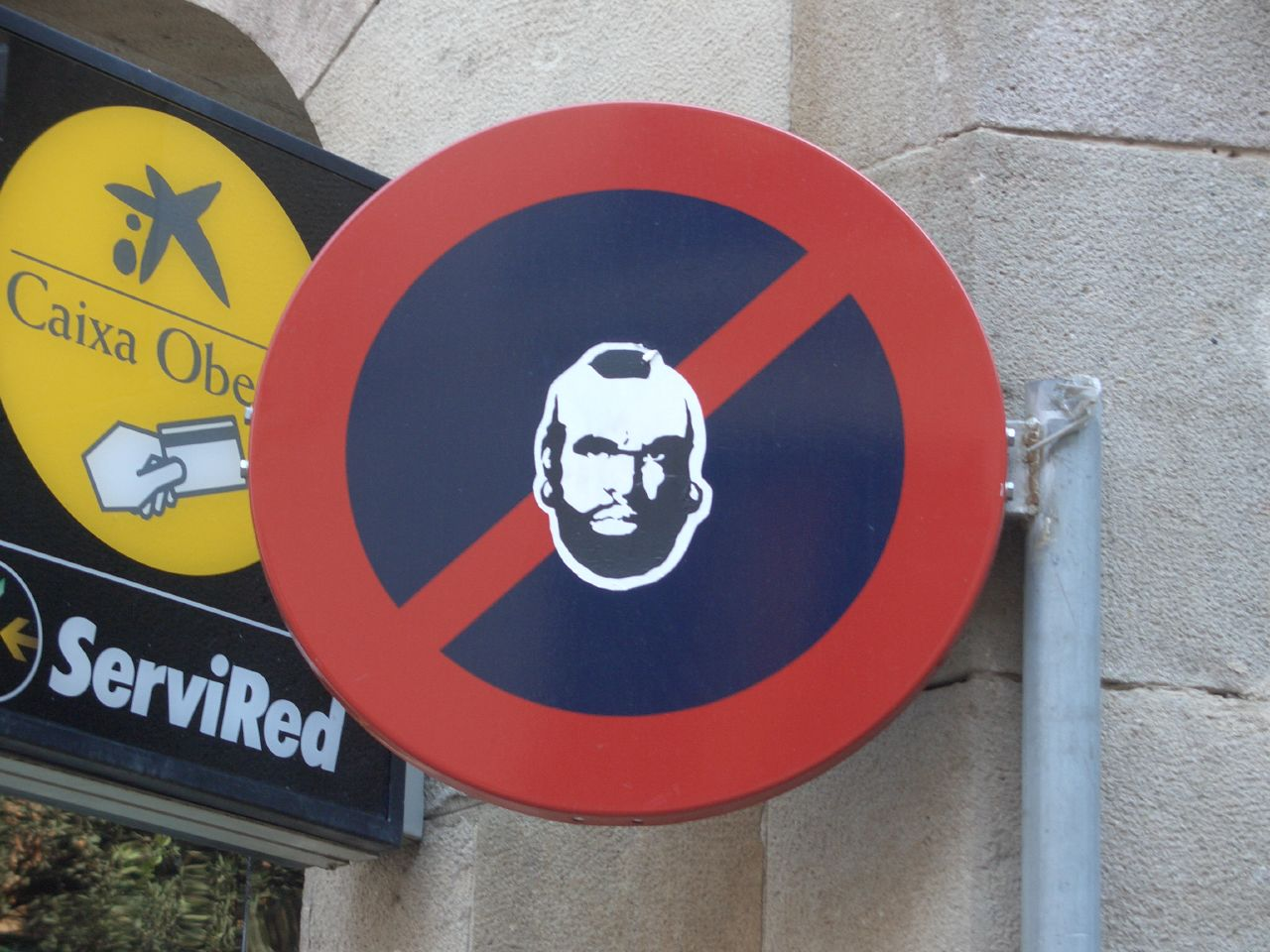
L'absence d'accord du propriétaire du support est manifeste. Ici un sticker représentant Barracuda

Cas 2.1 - L'œuvre est illégale uniquement du fait qu'elle soit réalisée sur un support sans l'accord de son propriétaire
C'est le cas le plus courant du street art. Par exemple un tag sur le mur d'un immeuble.
Cas 2.2 - L'œuvre est doublement illégale
Elle est doublement illégale, car elle est réalisée sans l'accord du propriétaire du support et elle ne respecte pas les autres règles de droit.

## Étude du cas 1: existence d'un accord entre l'artiste et le propriétaire du support de la création

### Statut de la création

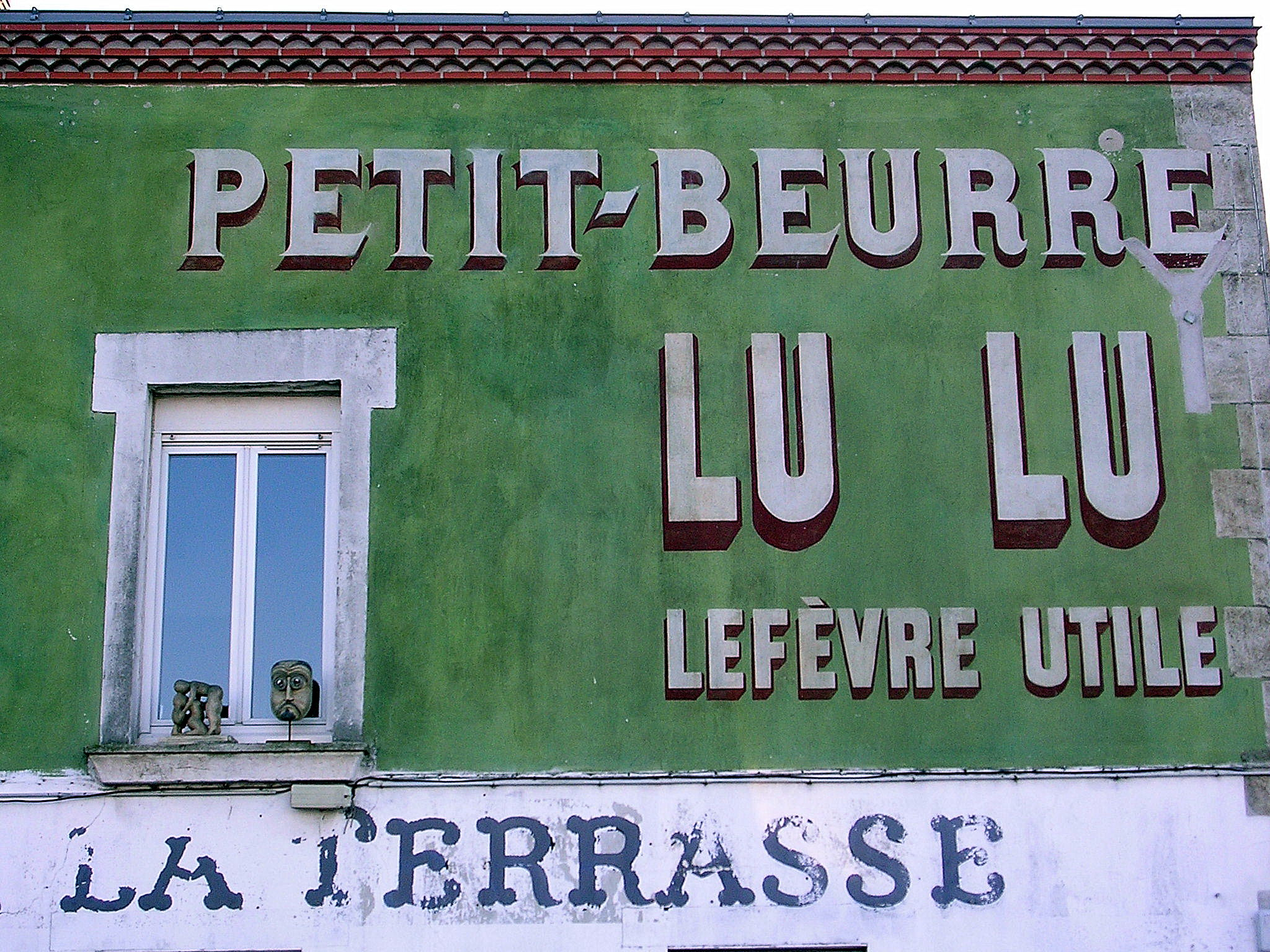
Dans le cas de la publicité murale, sort-on du street art ? Ici LU, à Nantes.

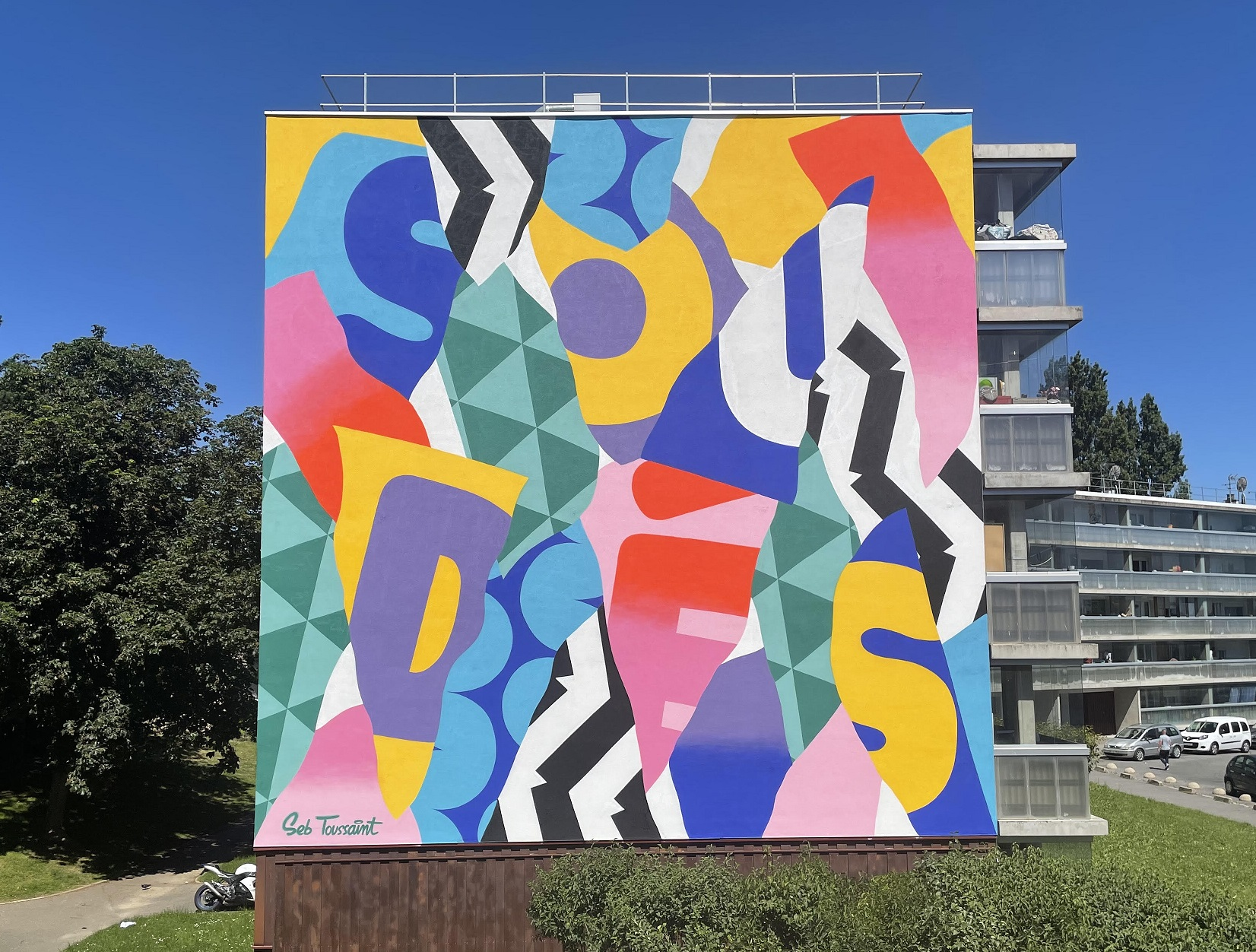
Murale autorisée sur un immeuble à Gonesse (artiste : Seb Toussaint)

C'est l'accord entre les parties qui définit ou non le statut de la création. Il peut s'agir d'une œuvre d'art ou bien de la reproduction d'une simple publicité, comme une peinture murale représentant un logo d'entreprise. On sort dans ce cas du champ du street art à proprement parler pour entrer dans celui de la publicité murale.

### Droit de propriété
Dans le cas 1, à savoir les cas d'une œuvre apposée sur un support avec l'accord du propriétaire du support, on peut imaginer deux possibilités.
- Première possibilité : le support est amovible, par exemple l'œuvre a été peinte sur une palissade de chantier. La propriété résultera de l'accord passée entre les parties, et l'on peut imaginer que l'artiste conserve la propriété de l'œuvre dont l'installation ne serait que temporaire. L'artiste pourrait par exemple envisager de récupérer la palissade de chantier si les termes du contrat le prévoient.
- Deuxième possibilité : le support n'est pas amovible ; il s'agit par exemple du mur d'un immeuble. La propriété revient de fait aux propriétaires du support, de l'immeuble.

### Droit d'auteur
Dans le cas de l'existence d'un accord du propriétaire du support de la création, le droit d'auteur s'exerce de plein droit et selon les termes de l'accord entre les parties et dans le respect du droit. On exclut ici la publicité murale simplement reproductive. En fait, il s'agit du même droit que celui qui s'applique à toute œuvre d'art.
Il faut préciser que si ce droit d'auteur est valable en France, il ne s'exerce pas dans tous les pays. En effet, un certain nombre de pays comme l'Allemagne, mettent en avant la liberté de panorama. Il s'agit d'une exception au droit d'auteur par laquelle il est permis de reproduire une œuvre protégée se trouvant dans l'espace public. Ainsi et à titre d'exemple, en Allemagne, toutes les œuvres de street art font exception au droit d'auteur, à partir du moment où elles se trouvent dans la place publique. Elles sont donc reproductibles conformément à ce que définit la liberté de panorama en Allemagne, et cela dans le monde entier.

### Responsabilité en cas de non-respect du droit
Dans le cas où la création ne respecte pas le droit en vigueur (non-respect des règles d'urbanisme, non-respect du droit d'auteur, incitation à la haine…), il conviendra d'analyser la responsabilité de chacun au cas par cas. Plusieurs cas sont en effet possibles.
- Une création sur un mur pourrait ne pas respecter les règles d'urbanisme auxquelles le commanditaire à savoir le propriétaire du support aurait dû se conformer. Il est donc responsable.
- Une création avec l'autorisation du propriétaire pourrait contenir des images ou personnages protégées par le droit d'auteur. Si le créateur a usurpé ce droit seul, il est seul responsable.
- Une création qui inciterait à la haine raciale à la demande du propriétaire du support pose question. On peut imaginer que tant le propriétaire que le créateur soient jugés responsables.

Joëlle Verbruge souligne dans un article consacré à ce sujet, l'exemple d'une jurisprudence sur ce sujet. Le Préfet des Pyrénées-Atlantiques, reprochait au Maire de la commune de Billère (Pyrénées-Atlantiques) d'avoir commandé une fresque pour orner un mur d’un bâtiment public et d’être ainsi sorti de son devoir de neutralité. Le Préfet porta l’affaire devant le Tribunal administratif de Pau, qui prononça l’annulation de la décision du Conseil municipal. La Cour administrative d'appel de Bordeaux avait confirmé ce jugement, au motif que le sujet représenté prenait délibérément parti dans un problème politique. Il s'agissait en l’occurrence celui de l’entrée et du séjour des étrangers en France – la fresque s’intitulait d’ailleurs « Fresque des expulsés ».
Joëlle Verbruge rappelle que pour tenter d’éviter l’annulation de cette décision, le Maire de Billère avait lui-même soulevé le principe de la liberté d’expression, et celui du respect de l’intégrité de l’œuvre de l’artiste, dont, semble-t-il, la réalisation avait déjà commencé. Il se basait notamment sur les dispositions du Code de la Propriété Intellectuelle. Mais il fut débouté au motif qu’il devait, en tant que Maire, respecter une certaine neutralité à l’égard des politiques d’immigration mises en œuvre par l’État,.
Si cette affaire ne portait pas directement sur une question liée à la photographie, Joëlle Verbruge souligne qu'elle démontre par contre que dès qu’il s’agit de graffiti, la « liberté d’expression » est rapidement mise à l’écart au profit soit du droit de propriété dans le cas des graffitis non autorisés, soit de l’un ou l’autre principe supérieur, comme c’est le cas en l’espèce.

## Étude du cas 2: absence d'un accord entre le créateur et le propriétaire du support de la création

### Statut de la création
Acte de vandalisme
Par définition, la création détériore le bien du propriétaire du support. Elle est donc juridiquement un acte de vandalisme et punissable par la loi en tant que tel. Elle est susceptible de leur faire encourir une peine pénale à son auteur.

« La destruction, la dégradation ou la détérioration d’un bien appartenant à autrui est punie de deux ans d’emprisonnement et de 30 000 euros d’amende, sauf s’il n’en est résulté qu’un dommage léger.
Le fait de tracer des inscriptions, des signes ou des dessins, sans autorisation préalable, sur les façades, les véhicules, les voies publiques ou le mobilier urbain est puni de 3750 euros d’amende et d’une peine de travail d’intérêt général lorsqu’il n’en est résulté qu’un dommage léger. »

— Article L 322-1 du Code pénal
Plusieurs procès médiatisés de la SNCF et de la RATP ont mis en avant cette dimension.

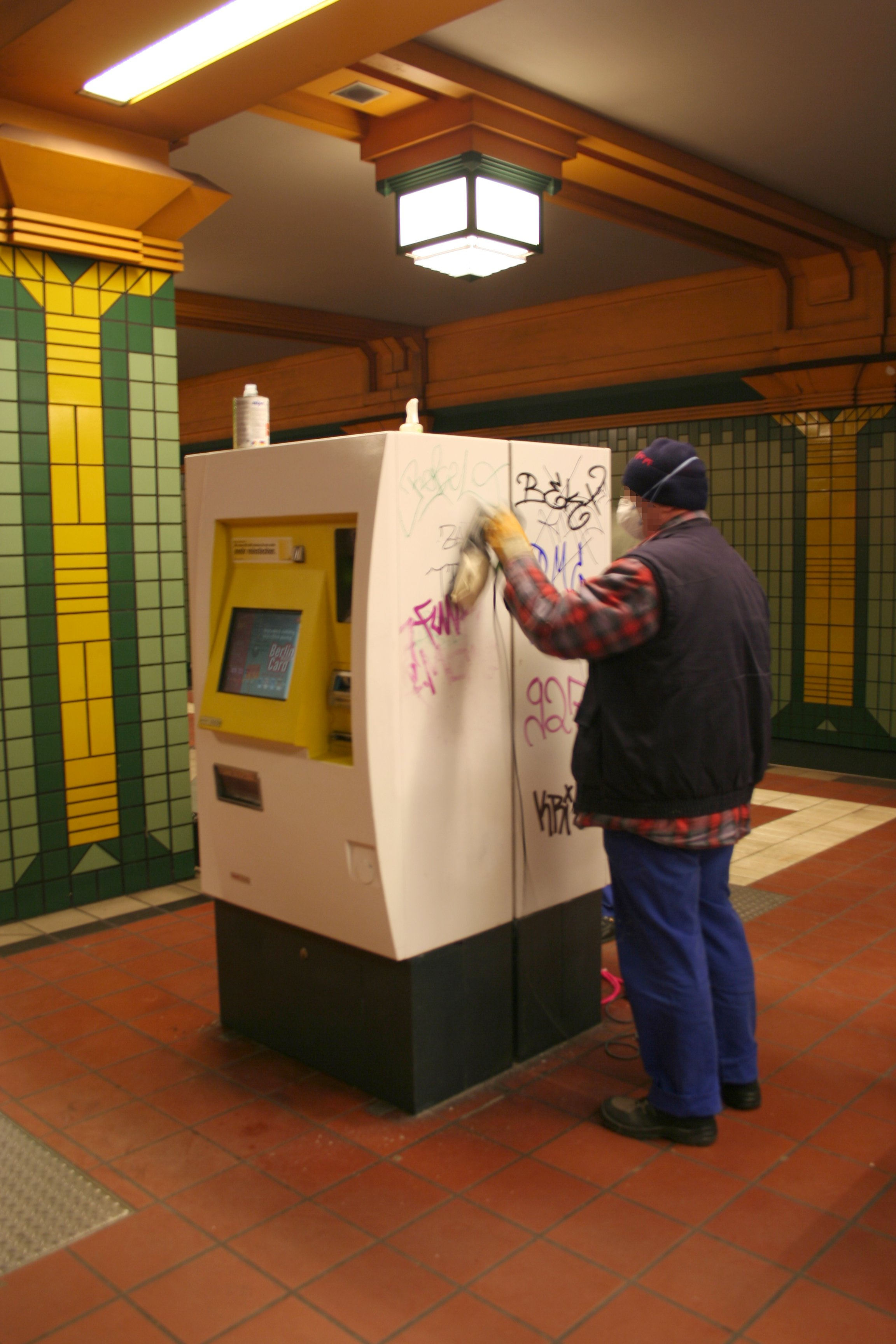
Effacement de graffiti à Berlin en Allemagne.
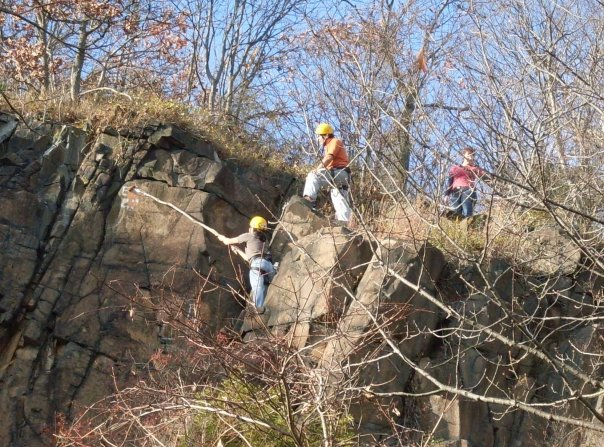
Effacement d'un graffiti fait dans la nature.

Statut d'œuvre d'art éphémère

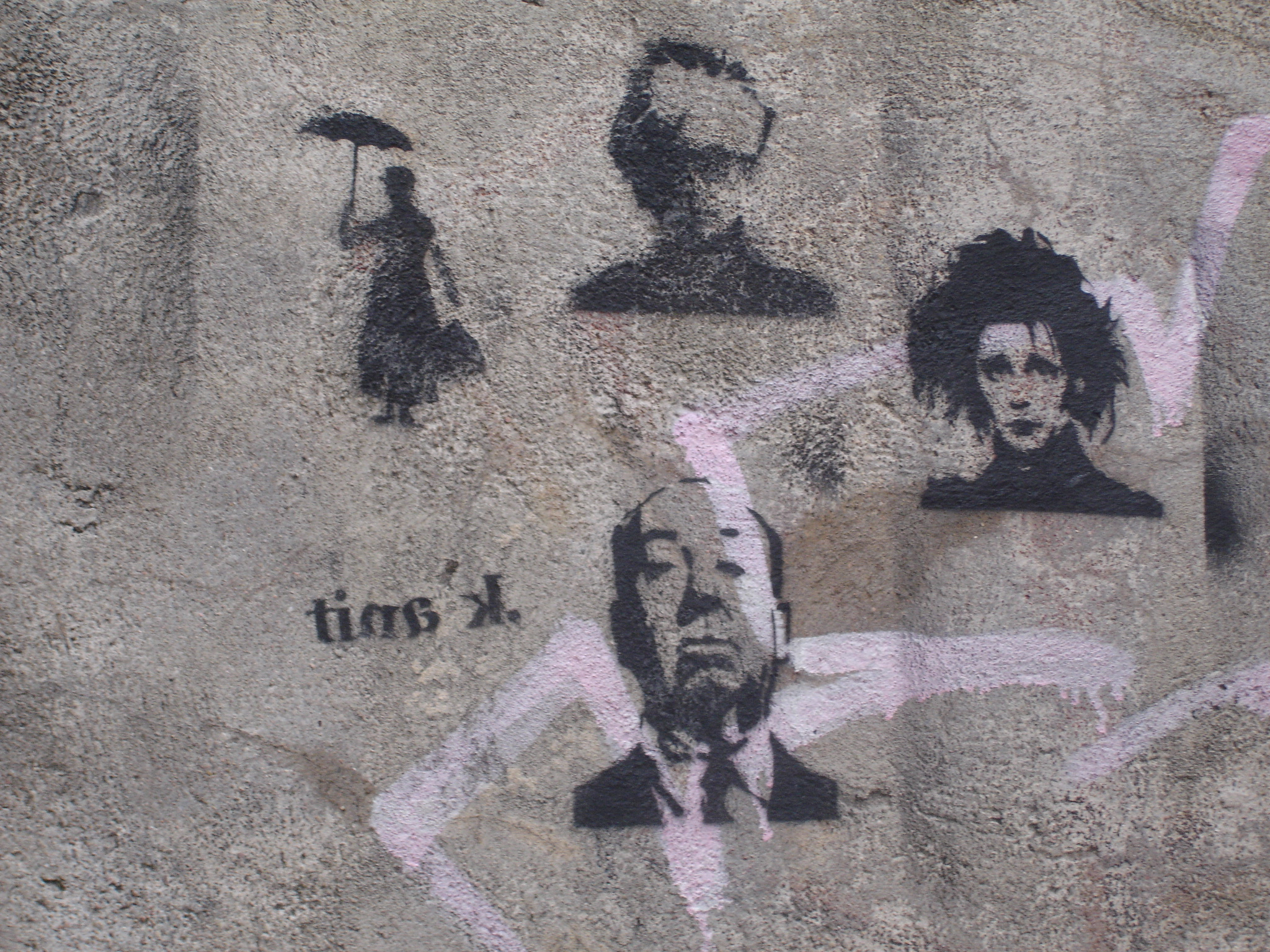
Personnages réalisés au pochoir sur un mur sans l'accord des propriétaires du mur, mais dont on pourrait retenir le statut d'œuvre d'art éphémère

Si beaucoup considèrent que les créations de l'art urbain ou du street art sont des œuvres d'art à part entière, cela n'est pas aussi simple juridiquement. En effet, la création a-t-elle un statut juridique d'œuvre d'art ou non ?
Les créations sont très hétérogènes, de la simple signature taggée sur un mur à un graffiti très élaboré avec de nombreuses figures. Comment définir ce qui est de l'art et ce qui ne l'est pas ?
Le 27 septembre 2006, la jurisprudence a été amenée à statuer dans un cas précis et a retenu le concept juridique "d'œuvre d'art éphémère",. Il s'agissait d'une procédure portée par la SNCF. Elle prétendait se fondre sur le trouble anormal afin que soient sanctionnées la reproduction et la diffusion de photographies de wagons tagués par des revues spécialisées.
La Cour d'appel de Paris précise dans son jugement que « les wagons reproduits ne le sont que de façon accessoire, c’est-à-dire en tant que support d’œuvres éphémères, les graffiti, qui, eux, sont reproduits de façon principale ». Toutefois, la Cour d'appel de Paris ne dit rien sur la prétendue existence de droits d'auteurs.

### Droit de propriété
Dans le cas où l'œuvre a été réalisée sans l'accord du propriétaire du support, la propriété revient de fait au propriétaire du support. Il lui revient librement le droit de disposer de la propriété de cette œuvre. Il peut décider en particulier de la détruire en la faisant enlever, considérant qu'elle est avant tout une détérioration de son bien propre.

### Droit d'auteur
C'est certainement le cas le plus litigieux et la jurisprudence est faible. Toutefois, la jurisprudence souligne que le créateur est privé de son droit d'auteur, si son œuvre est illégale.
Voir par la suite le paragraphe détaillant cette problématique.

### Responsabilité en cas de non-respect du droit
Au-delà de la responsabilité liée à un acte ayant pour effet la dégradation du bien d'autrui, l'auteur de la création porte d'autres risques juridiques.
Si l'auteur de la création n'a pas obtenu l'accord du propriétaire du support, il porte seul et entièrement la responsabilité juridique s'il ne respecte pas le droit en vigueur, non-respect des règles d'urbanisme, non-respect du droit d'auteur, incitation à la haine… On peut ainsi imaginer qu'un auteur d'une création soit poursuivi à plusieurs titres :
- par le propriétaire du support pour dégradation de son bien,
- par la personne détenant les droits d'auteur d'une image qui aurait été utilisée sans son accord dans la création[7],
- par l'État ou encore des associations pour incitation à la haine raciale ou autre.

Sans considérer le caractère illégal d'un possible acte de vandalisme, ici la reproduction de l'œuvre de Michel Ange est légale car tombée dans le domaine public.
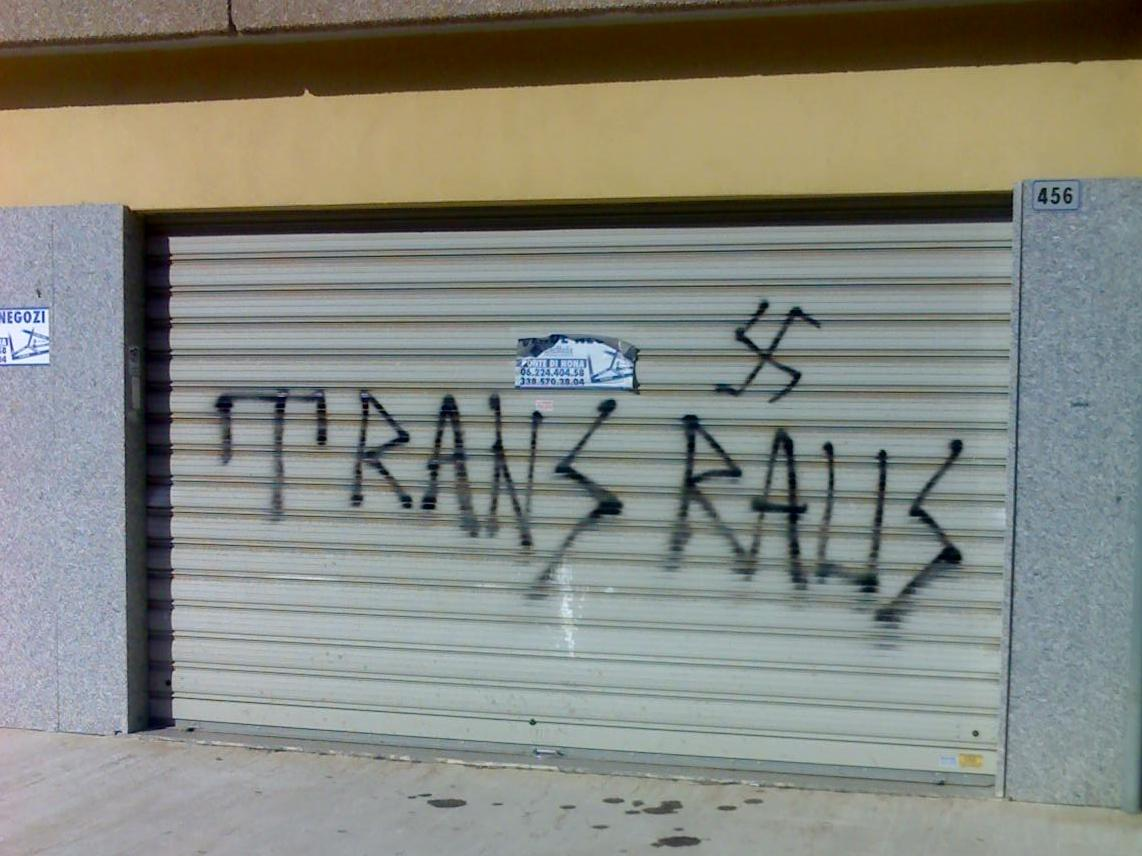
Graffiti nazi d'insulte contre les personnes transgenres, en Italie.
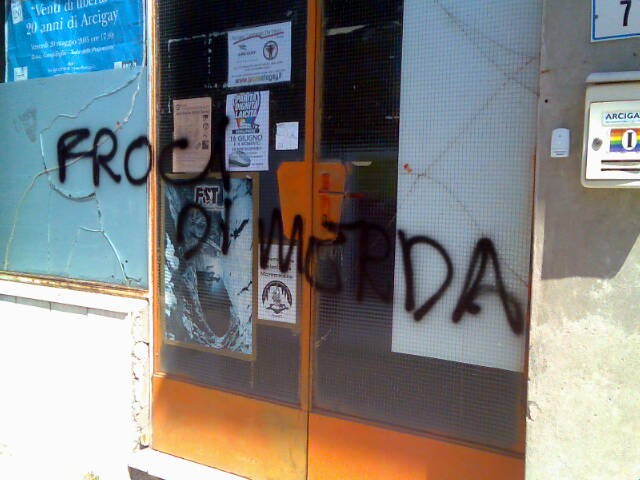
Graffiti d'insulte homophobique sur la porte d'une association gay italienne.
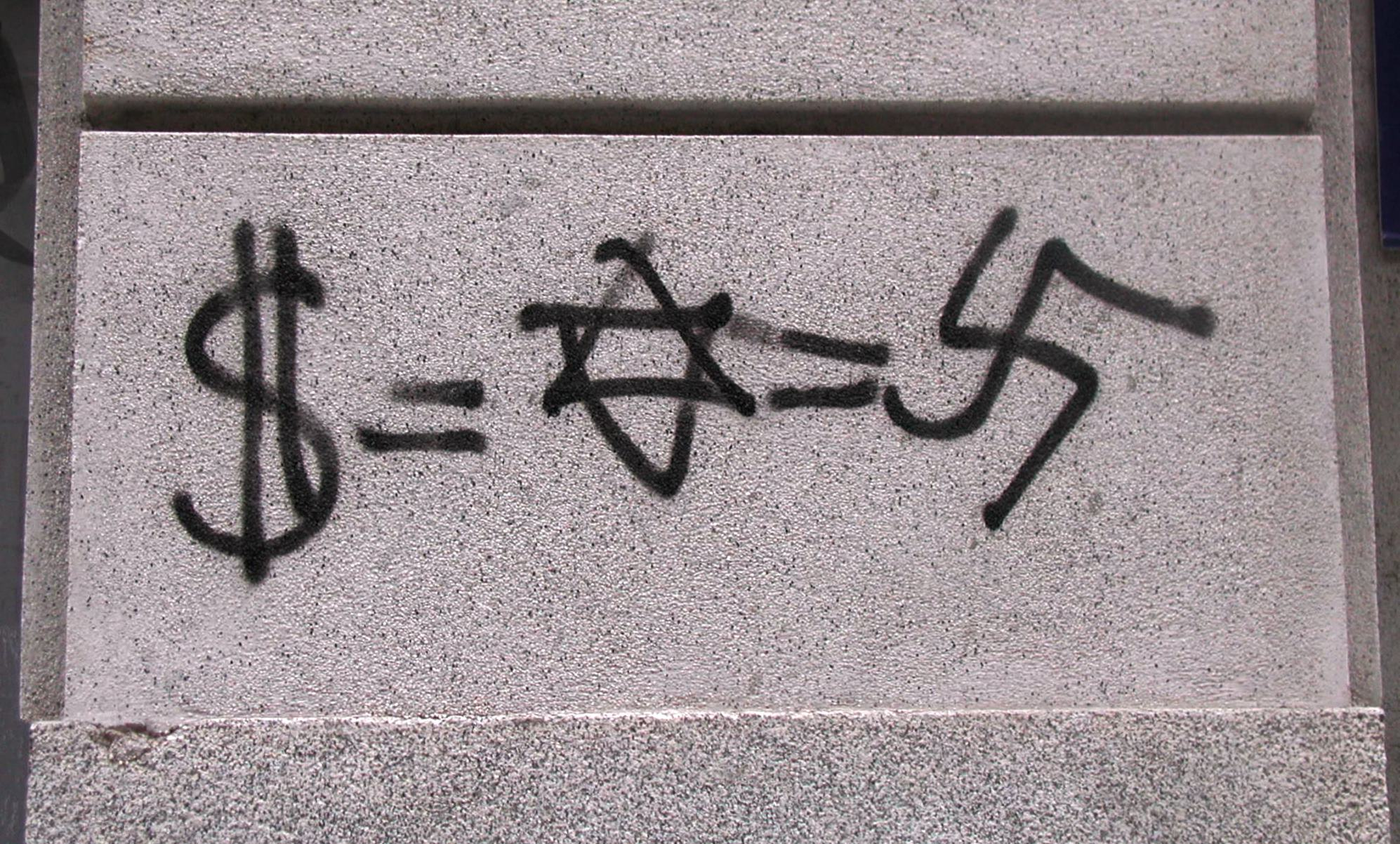
Graffiti nazis antisémites
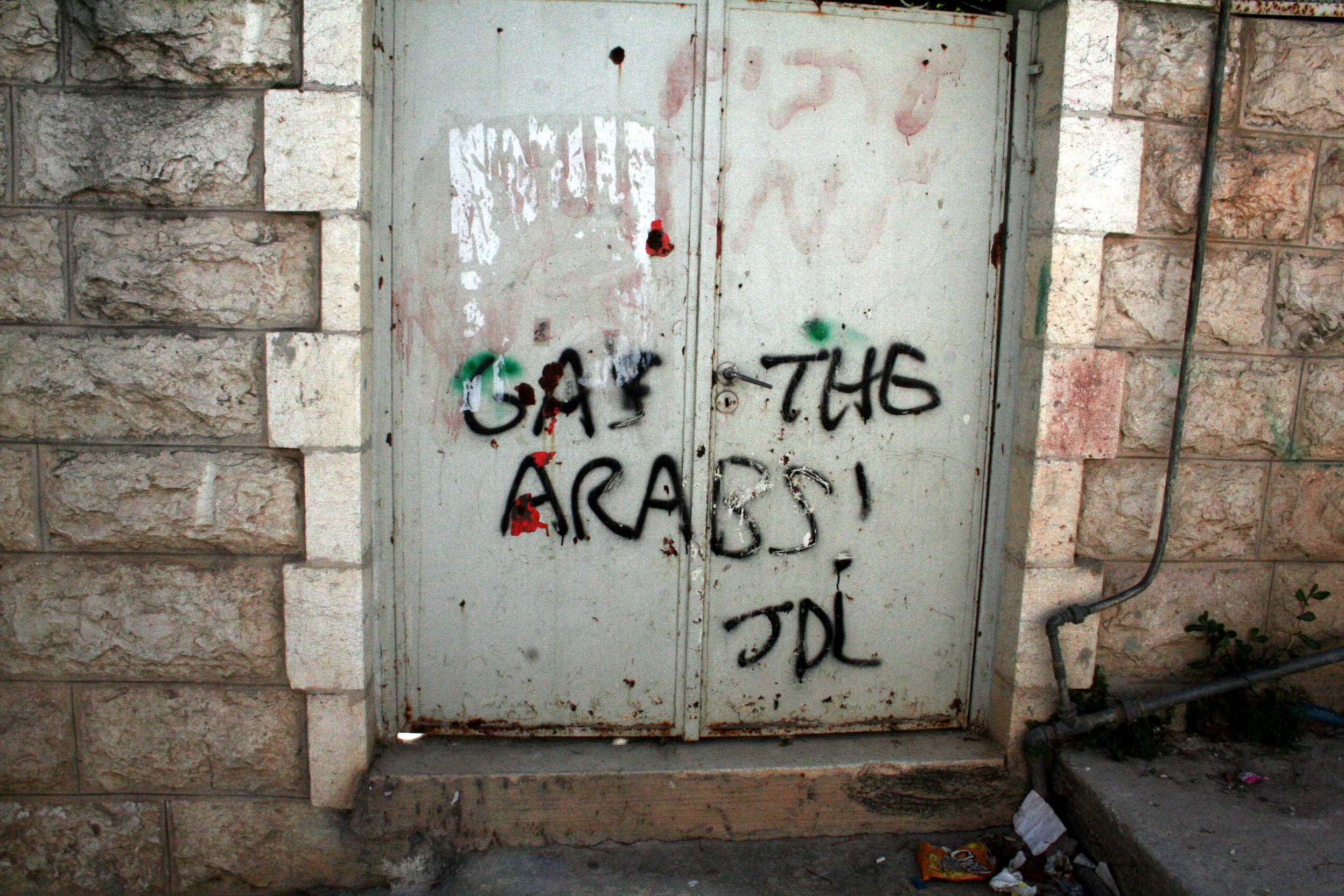
Graffiti anti-arabes (Gas the arabs) à Hébron en Cisjordanie.

## Problématique du droit d'auteur dans le cas 2: absence d'un accord entre le créateur et le propriétaire du support de la création

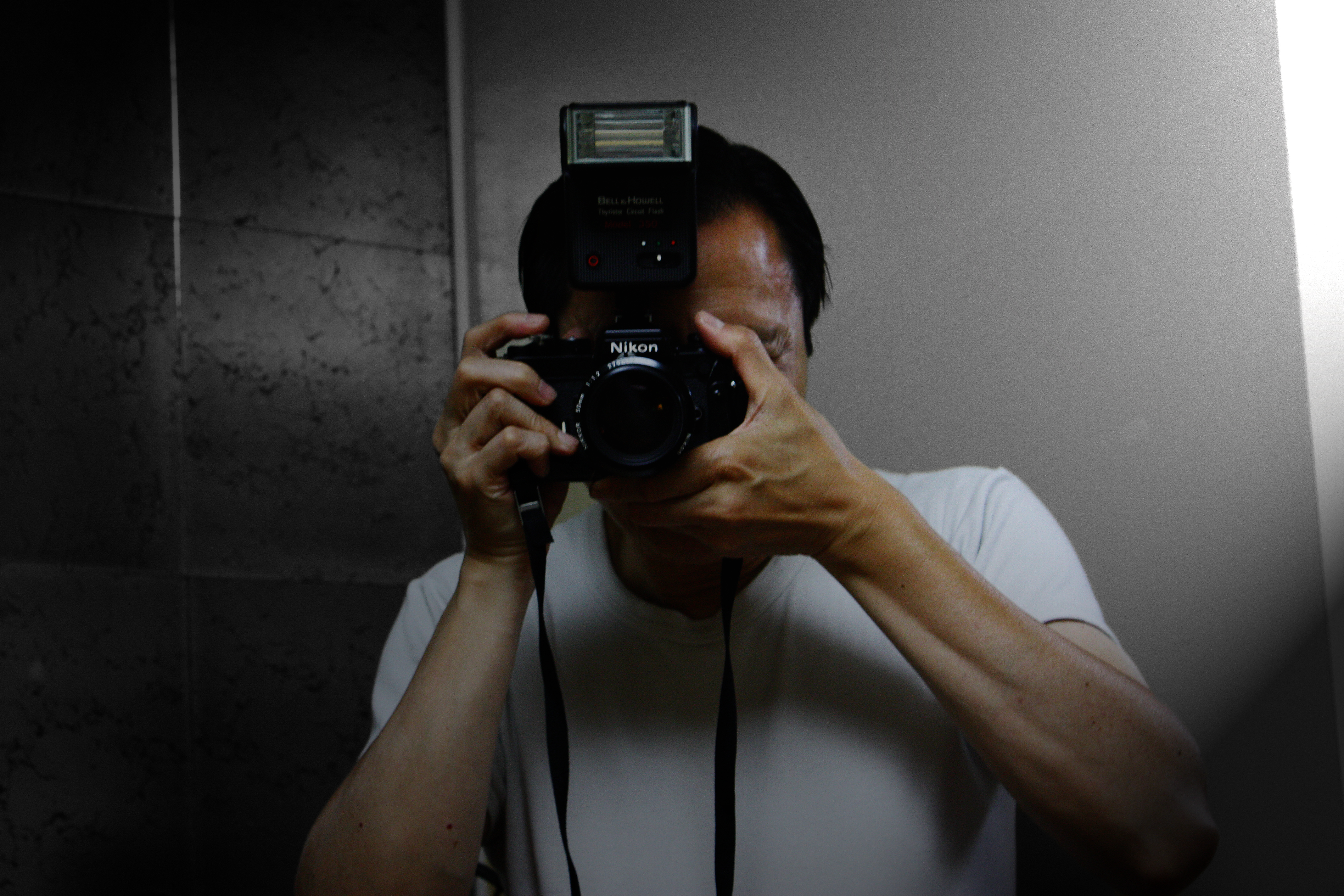
La problématique des droits d'auteur est aujourd'hui posée par les photographes

Du fait de la faible jurisprudence, la question de droit d'auteur pose fortement question dans le cas où l'œuvre a été réalisée sans l'accord du propriétaire du support. De très nombreux articles du web discutent de cette question sans apporter de réponse claire,,,,, et pour cause. Un certain nombre d'éléments permettent toutefois de dire que son créateur est privé de son droit d'auteur.

### Problématique posée essentiellement par les photographes et Wikipedia
L'art urbain est parfois très esthétique ou original et suscite à ce titre beaucoup d'intérêt. C'est particulièrement vrai des photographes qui prennent souvent des photographies de l'art urbain. Ils s'interrogent alors légitimement sur leur droit ou non de publier, reproduire, voire vendre leurs photos. Autant, la réponse est clairement négative dans le cas 1, cas où l'artiste a reçu l'accord du propriétaire du support. Autant, la question se pose dans le cas 2. En effet, un artiste peut-il prétendre à un droit d'auteur alors qu'il n'a pas obtenu l'accord du propriétaire du support ?
Le problème se pose ensuite aux éditeurs de journaux, livres, sites web ou autre. Ont-ils le droit de reproduire une œuvre de street art créée sans l'accord du propriétaire du support ? En l'absence de réponse claire, aujourd'hui, et uniquement à titre d'exemple, la communauté Wikipédia a renoncé à autoriser la reproduction de ces œuvres dans son encyclopédie. Wikipédia se limite ainsi à reproduire uniquement des œuvres de street art provenant d'un pays où la liberté de panorama l'autorise clairement. Plusieurs articles de Wikipédia sont consacrés à ce sujet, notamment :
- Article sur le Wikipédia anglais sur les possibles droits d'auteur d'un graffiti
- Discussion sur la demande de l'ADAGP représentant Miss Tic

Le problème se pose enfin à d'autres artistes qui souhaiteraient utiliser cette matière première que sont des photographies ou de simples copies du street art, pour créer à leur tour, leurs propres œuvres.

### Prétentions de certains artistes à des droits d'auteur

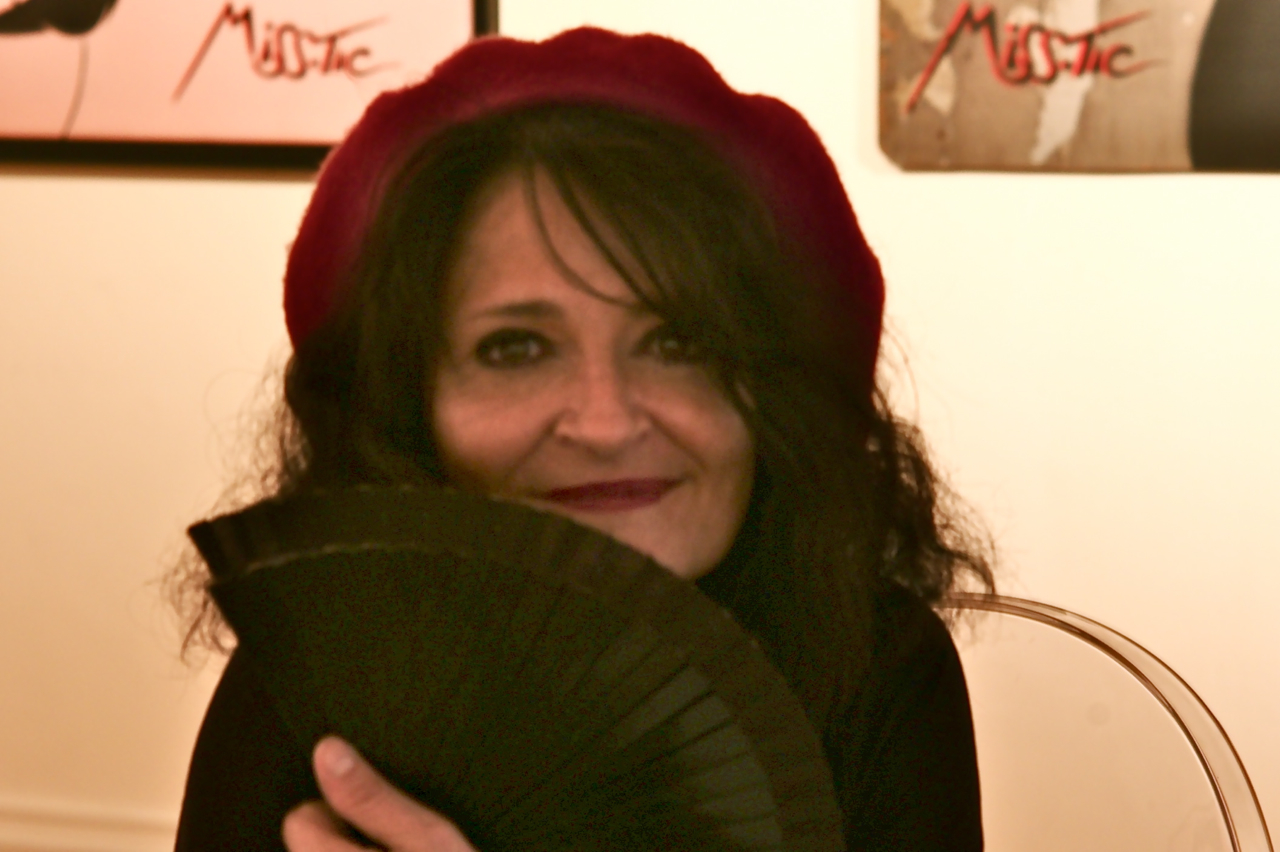
La société d'auteur représentant Miss.Tic n'outrepasse-t-elle pas le droit ?

Dans la mesure où la réalisation de l'œuvre est illégale, il est dans les faits très rare que l'artiste revendique un quelconque droit, au risque de se voir poursuivi pour vandalisme.
On cite parfois à tort le cas de Miss.Tic qui poursuit les photographes reproduisant ses œuvres. Sachant que, depuis son procès perdu en 1999 pour dégradation de biens, elle demande systématiquement l'autorisation du propriétaire du support pour réaliser son œuvre, elle ne se trouve pas dans l'illégalité et son droit d'auteur s'exerce de plein droit.
Toutefois, il semble que la société des auteurs dans les arts graphiques et plastiques (adagp) représentant Miss.Tic ait prétendu faire prévaloir des droits d'auteurs sur des œuvres créées sur des supports sans l'accord de leur propriétaire. En effet, elle demande à un internaute ayant publié une photo vieille de 28 ans d'une œuvre de Miss.Tic, de retirer la photo.

« Monsieur,
Nous constatons sur le site Internet cité en référence [c'est-à-dire Wikipédia] la mise en vente de posters reproduisant une œuvre de Miss Tic que nous représentons pour la gestion des droits d’auteur. Nous n’avons pas reçu de demande d’autorisation préalable de votre part. Nous vous rappelons, en effet, qu’aux termes de l’Article L 122-4 du Code de la Propriété Intellectuelle toute reproduction faite sans le consentement de l’auteur ou de ses ayants droit est illicite. L’auteur s’oppose formellement à cette utilisation et nous vous demandons de retirer cette image de votre site, ainsi que toute proposition de vente de posters, notamment sur les 3 rubriques en bas de votre page, et ce dans les meilleurs délais. Nous vous rappelons que vous n’avez pas le droit de mettre sous licence Creative Commons des contenus dont vous n’êtes pas l’auteur, et que vous ne pouvez pas non plus écrire que vous êtes détenteur des droits d’auteur comme vous le faites. Aux fins de régularisation de ces utilisations il convient que vous indiquiez combien vous avez vendus de posters, ainsi que leurs prix de vente. Dans cette attente nous vous prions d’agréer, Monsieur, l’expression de nos meilleurs sentiments. »

— Société des auteurs dans les arts graphiques et plastiques (adagp)
On peut se demander si cette société n'outrepasse tout simplement pas le droit, et profite de la méconnaissance des internautes sur ces questions de droit.

### Privation du droit d'auteur

Le Conseil d'État confirme l'impossibilité de se prévaloir d'un droit issu d'un graffiti réalisé sur un support sans l'accord de son propriétaire

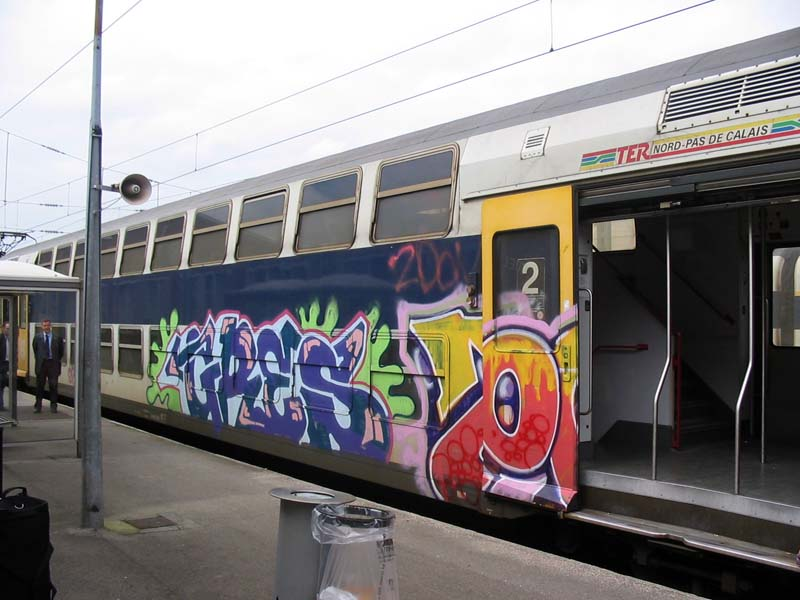
Graffiti sur un train de la SNCF

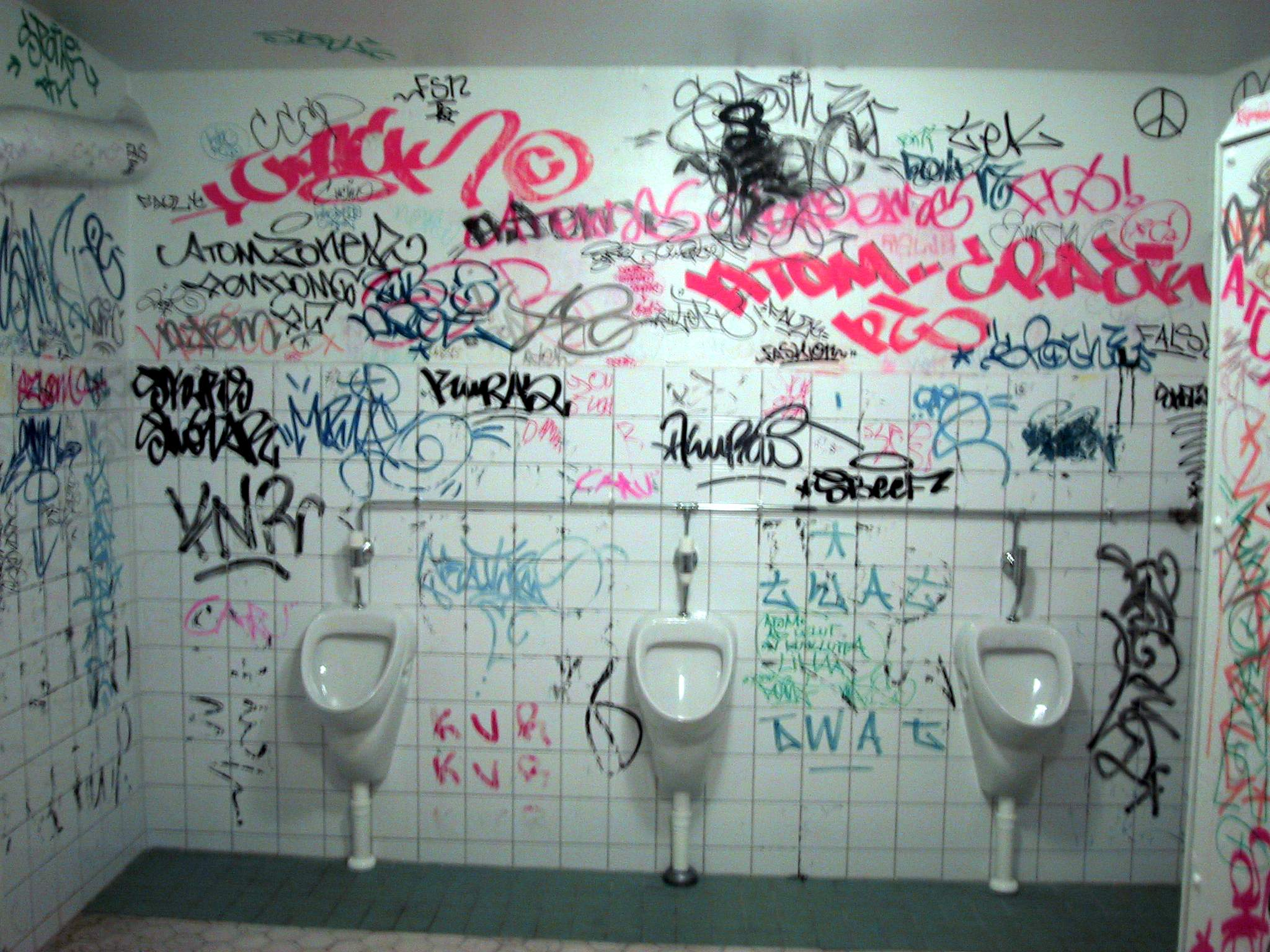
Tags dans des toilettes, facilement qualifiables par le grand public d'acte de vandalisme

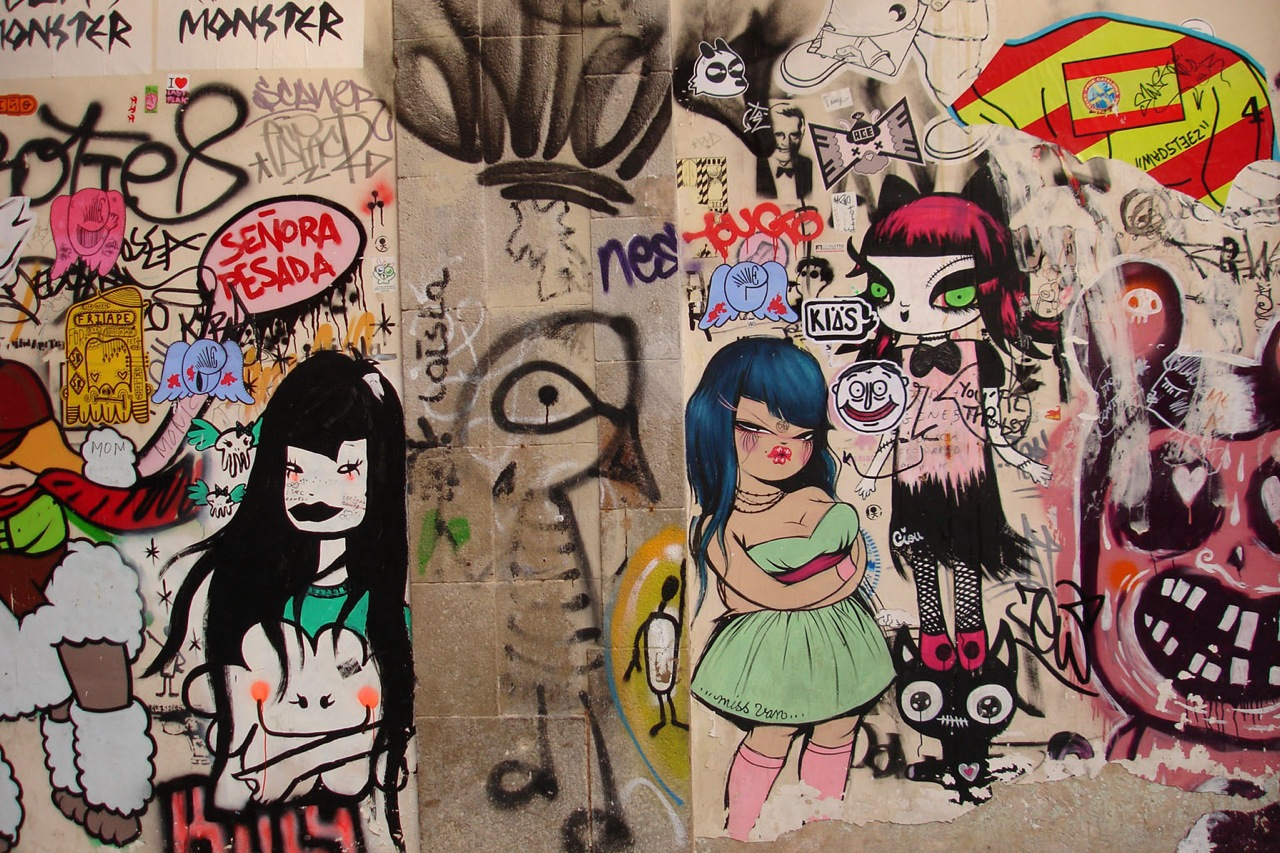
Difficulté de définir si des œuvres valorisent esthétiquement une ville ou non.

Difficulté de se prévaloir d'un droit issu d'une action délictuelle
Joëlle Verbrugge souligne dans un article consacré à ce sujet qu'il existe également en droit un principe formulé généralement en latin en ces termes : « Nemo auditur propriam turpitudinem allegans » et qui pourrait se traduire comme suit : « Personne ne peut être entendu (en justice) s’il invoque sa propre turpitude ». Elle rappelle que cette règle fut souvent appliquée en matière de paris ou contrats illégaux. Par exemple, le fait de passer un marché avec un tueur à gages pour éliminer un concurrent gênant. Par la suite, et malgré le versement de l'argent dû ou d'un acompte, le tueur à gages n’exécute pas son obligation. Il est inutile bien sûr d’aller réclamer au tribunal l’exécution du contrat ou le remboursement de l'argent versé, puisque ce contrat est par nature totalement illégal.
Joëlle Verbrugge rappelle que de la même manière, l’auteur d’un délit consistant à dégrader – au sens pénal du terme – un bien immobilier (mur) ou mobilier (wagons, etc.), s’il n’a déjà pas intérêt à se faire connaître, ne va en tout cas pas pouvoir poursuivre un éventuel photographe ayant reproduit les murs en question, puisque le tag lui-même (sauf le cas où il est autorisé par le propriétaire du support) reste une activité illégale…"
Jurisprudence confirmant l'impossibilité de se prévaloir d'un droit d'auteur en cas d'illégalité de l'œuvre
La Cour de cassation apporte une réponse le 28 septembre 1999 dans le cadre d'un jugement concernant un film pornographique. Elle affirme que le droit d’auteur ne doit pas être un instrument de censure et qu’une œuvre, même immorale, est protégée. Elle affirme ainsi en creux que la protection du droit d’auteur disparaît quand l’illicéité est prouvée. Or l’article 322-1 du Code pénal proscrit « le fait de tracer des inscriptions, des signes ou des dessins, sans autorisation préalable, sur les façades, les véhicules, les voies publiques ou le mobilier urbain ». Par conséquent, un graffiti créé dans l'illégalité n'est pas protégé par un droit d'auteur.

« en l’absence de preuve de son caractère illicite, une œuvre (…) bénéficie de la protection accordée par la loi sur la propriété littéraire et artistique. »

— Cour de Cassation - Le 28 septembre 1999
Jurisprudence confirmant l'impossibilité de se prévaloir d'un droit issu d'un graffiti illégal
Une jurisprudence du Conseil d’État a été rendue en matière de graffiti. L’éditeur d’un magazine consacré à cet art urbain (« Graff It ») avait demandé à la commission paritaire des publications et des agences de presse un certificat d’inscription qui lui avait été refusé au motif précisément qu’elle avait pour objet de valoriser cette forme d’expression artistique. La société avait porté le litige devant les juridictions administratives et ce jusqu’au Conseil d’État qui par un arrêt du 10 mars 2004 (no 255284) lui avait donné tort, :

« Considérant qu’aux termes de l’article 322-1 du code pénal : Le fait de tracer des inscriptions, des signes ou des dessins, sans autorisation préalable, sur les façades, les véhicules, les voies publiques ou le mobilier urbain est puni de 3750 euros d’amende et d’une peine de travail d’intérêt général lorsqu’il n’en est résulté qu’un dommage léger ; que les articles 322-2 et 322-3 du même code prévoient des peines aggravées lorsque de telles inscriptions ou dessins sont apposés sur certains bâtiments ou effectués dans des circonstances particulières ;
Considérant qu’en se référant à ces dispositions du code pénal la commission a nécessairement entendu viser la pratique des graffitis réalisés sur des supports non autorisés ; qu’ainsi la société requérante n’est pas fondée à soutenir que celle-ci a méconnu la portée des dispositions susmentionnées du code pénal et commis une erreur de droit ;
Considérant qu’il ressort des pièces du dossier, et notamment du numéro 3 de la revue Graff It de l’année 2002, que cette publication, qui est principalement consacrée à la pratique du graffiti, comporte des articles et des photographies présentant sous un jour favorable des graffitis réalisés sur des supports non autorisés ; que ces éléments sont susceptibles d’inciter les lecteurs de cette publication à commettre les délits réprimés par les dispositions précitées du code pénal ; qu’il suit de là que la commission paritaire des publications et agences de presse n’a pas fait une fausse application des dispositions précitées de l’article 72 de l’annexe III au code général des impôts et de l’article D. 18 du code des postes et télécommunications en estimant que la publication Graff It ne pouvait être regardée comme présentant un caractère d’intérêt général quant à la diffusion de la pensée au sens des dispositions susmentionnées ;
Considérant qu’il résulte de tout ce qui précède que la SOCIETE GRAFF IT PRODUCTIONS n’est pas fondée à demander l’annulation de la décision du 21 janvier 2003 par laquelle la commission a rejeté son recours gracieux »

— Conseil d’Etat - Arrêt du 10 mars 2004 (N°255284)
Absence de jurisprudence concernant un litige sur le droit d'auteur d'un artiste ayant réalisé une œuvre sur un support sans l'accord de son propriétaire
Il semble qu'il n'y ait pas de jurisprudence sur un litige de ce genre.
Certains ont interprété la jurisprudence du 27 septembre 2006 comme pouvant créer un possible droit d'auteur,,,,. En effet, la Cour d'appel de Paris a été amenée à statuer dans un cas précis et a retenu le concept juridique "d'œuvre d'art éphémère",. Il s'agissait d'une procédure portée par la SNCF. Toutefois, la Cour d'appel de Paris ne dit rien sur la prétendue existence de droits d'auteurs. Se fonder sur cette jurisprudence pour statuer sur l'existence d'un droit d'auteur ne semble pas pertinent. En ne faisant pas référence au droit d'auteur, le jugement de la Cour d'appel de Paris évite soigneusement d'entrer dans ce débat et se limite à la question qu'il devait juger. On peut imaginer que si elle s'était prononcée sur la question, elle aurait peut-être considérée que l'artiste réalisant son œuvre dans l'illégalité ne voit pas naître de facto son droit d'auteur. En effet, il faut rappeler que selon l'article L121-1 al. 2 du CPI, le droit moral (attribut du droit d'auteur) est perpétuel, imprescriptible et inaliénable. Ainsi, il ne peut pas être cédé et il peut être exercé par l'auteur lui-même, ou par ses ayants droit, sans limitation de durée. Dans le cas d'une œuvre illégale, l'auteur ne renonce pas à son droit moral, mais s'en voit privé.
Privation du droit d'auteur d'un artiste ayant réalisé une œuvre sur un support sans l'accord de son propriétaire
En l'état actuel, compte tenu des éléments de droit précédents, on peut donc affirmer que l'artiste est privé de son droit d'auteur, s'il a réalisé une œuvre sur un support sans l'accord de son propriétaire, c'est-à-dire dans l'illégalité.
Par ailleurs, la notoriété réelle d'un artiste se trouvant dans cette situation ne change rien à cette lecture du droit. Il ne pourra se prévaloir de sa notoriété pour prétendre à un droit d'auteur.
Enfin, la prescription d'un délit, s'il elle rend impossible la condamnation de son auteur, ne fait pas naître pour autant un droit. Ainsi, un artiste ne pourra mettre en avant la prescription de son délit pour prétendre à un droit d'auteur.
Probabilité faible d'une évolution de la jurisprudence sur cette position
La vogue et la reconnaissance actuelle forte de l'art urbain amène forcément à se poser la question d'une possible évolution de l'actuelle jurisprudence (statut d'œuvre d'art mais privation du droit d'auteur) ; une évolution qui serait plus favorable aux auteurs. En effet, certains artistes sont devenus connus : Miss.Tic, Jef Aérosol… et parfois leurs œuvres se vendent en galerie et sont exposées dans des musées. Toutefois, il semble difficile que l'analyse tenue aujourd'hui par la jurisprudence évolue favorablement pour les raisons suivantes :
- Reconnaître un droit d'auteur reviendrait à encourager un acte délictuel,
- Le coût de nettoyage de l'art urbain (graffiti, affiches…) représente des budgets conséquents pour la collectivité en général (collectivités territoriales, entreprises publiques, particuliers…),
- L'opinion publique n'a pas vraiment changé concernant les graffiti quotidiens qui sont d'abord considérés comme des actes de vandalisme, contre lesquels il faut lutter,
- L'apparition de nouveaux types de "tags" : des publicités illégales sur les trottoirs via des pochoirs sont ressentis par les citoyens comme particulièrement agressives,
- De nombreuses zones sont aujourd'hui spécifiquement et légalement attribuées par les collectivités territoriales aux artistes de l'art urbain,
- Les artistes ont la possibilité de demander en amont l'autorisation du propriétaire du support (cf. le cas de Miss.Tic),
- Quand bien même une œuvre serait très belle et valoriserait la ville, il est difficile juridiquement de lui accorder un traitement particulier par rapport à de simples graffiti sans intérêt, du fait même de la subjectivité de la chose.

### Droit libre de reproduction de ces œuvres

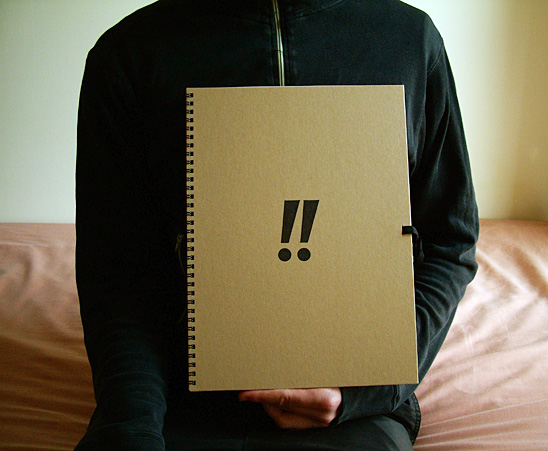
Livre reproduisant des œuvres de street art

On peut donc a priori affirmer que toute personne (photographes, artistes, éditeurs de livres, de cartes postales ou de reproductions sous forme de tableaux, sites Internet, Wikipédia…) peut reproduire librement les œuvres d'art urbain réalisées sans l'accord du propriétaire du support.
On peut toutefois s'interroger sur la possibilité ou non de prendre en photo le résultat d'un acte délictuel. La jurisprudence du 27 septembre 2006 de la Cour d'appel de Paris, citée précédemment y répond clairement. Il est légal de reproduire ces œuvres, dans la mesure ou cette reproduction ne représente pas un trouble anormal au propriétaire du support. C’est en tout cas ainsi qu’est entendu le droit à l’image des biens par la Cour de cassation, depuis 2004.

« Le propriétaire d’une chose, qui ne dispose pas d’un droit exclusif sur l’image de celle-ci, ne peut s’opposer à l’utilisation de son cliché par un tiers que si elle lui cause un trouble anormal. »

— Cour d'appel de Paris, 27 sept. 2006, D. 2006. IR 2693
Chaque photographe devra donc toujours avoir cette pensée à l'esprit et se demander si sa photographie peut représenter un trouble anormal ou non pour le propriétaire du support. Le risque juridique vient donc non pas de l'auteur de l'œuvre mais du propriétaire du support.
On peut d'ailleurs observer que certains sites Internet n'hésitent pas à mettre en avant la liberté de reproduction de ces œuvres.

## Problématique du droit d'auteur dans un cas particulier du cas 1.2: existence d'un accord entre l'artiste et le propriétaire du support de la création, mais illégalité de l'auteur relevant d'une autre nature

### Possible privation du droit d'auteur
Dans le cas très particulier de l'existence d'un accord entre l'artiste et le propriétaire du support de la création, mais d'une illégalité de l'auteur relevant d'une autre nature, on peut penser qu'un raisonnement similaire à celui précédent s'applique. Et que par conséquent, l'auteur soit privé de ses droits d'auteur. On peut penser aux exemples suivants :
- Art urbain incitant la haine : homophobie, racisme, antisémitisme…
- Art urbain représentant une contrefaçon d'une autre œuvre (photographie, dessin…)

Il faut toutefois nuancer cette position, compte tenu du droit à la liberté d'expression et de la difficulté à caractériser le caractère délictuel de l'auteur. On peut imaginer que les tribunaux soient amenés à juger au cas par cas.

### Limitation de la liberté de reproduction
Compte tenu du délit commis, on peut affirmer[Qui ?] que dans certains cas, une reproduction hors du cadre d'une courte citation ou de celui d'un élément accessoire, constituerait un nouveau délit.